# Mercedes-Benz Citaro
El Mercedes-Benz Citaro, conocido también con el código O 530, es el principal producto de las compañías Mercedes-Benz/EvoBus, hoy en día es uno de los autobúses más fiables para el transporte público y el más vendido de Europa. Fue introducido en 1997 en reemplazo de la gama O 405/O 405 N y se fabrica en Mannheim (Alemania), Ligny-en-Barrois (Francia) y Sámano (España). Su característica principal es que tiene piso bajo para facilitar el acceso.

## Primera generación (1997-2011)

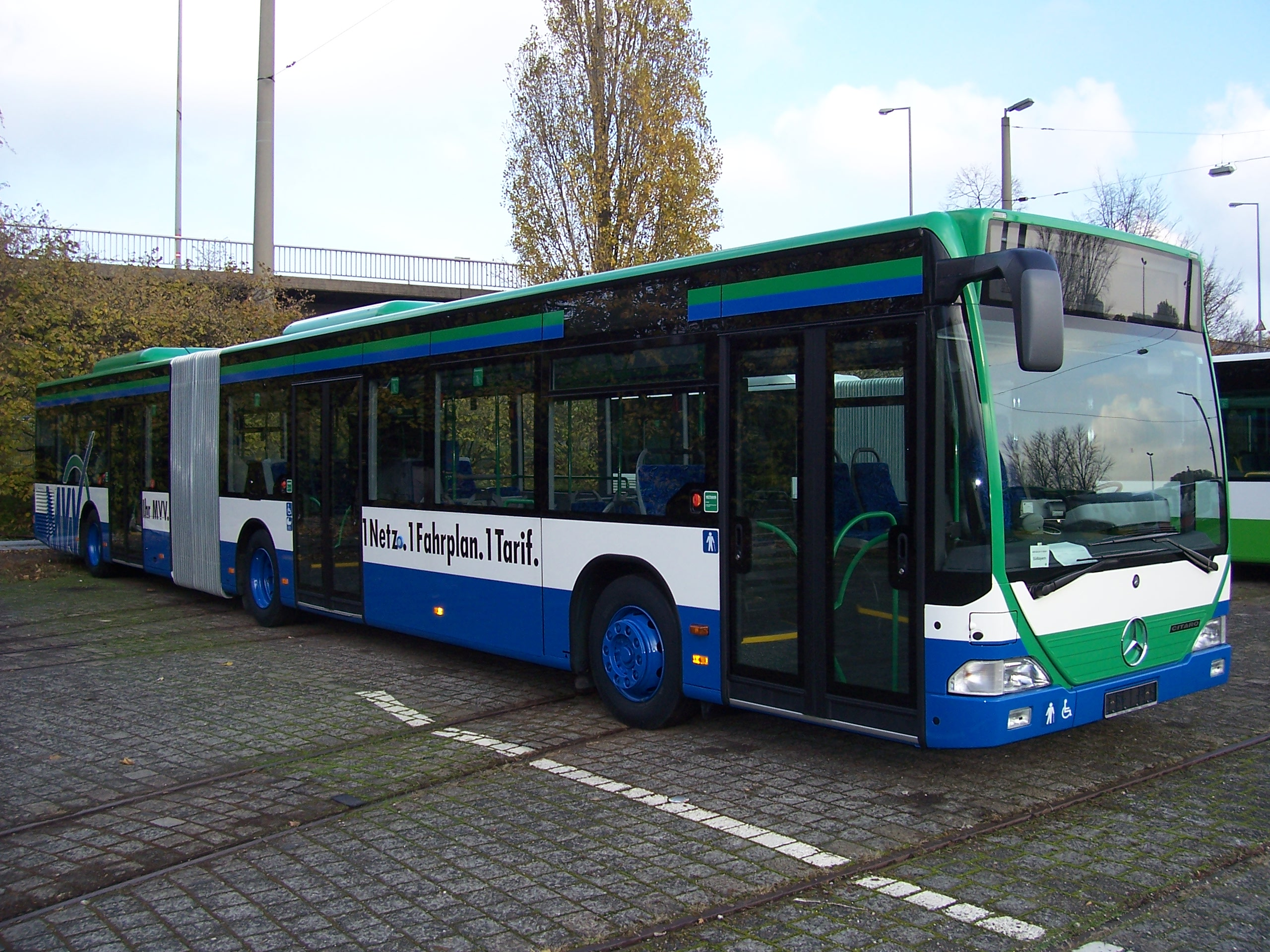
Versión de autobús articulada del Citaro G de primera generación pre-rediseño (1997-2001)

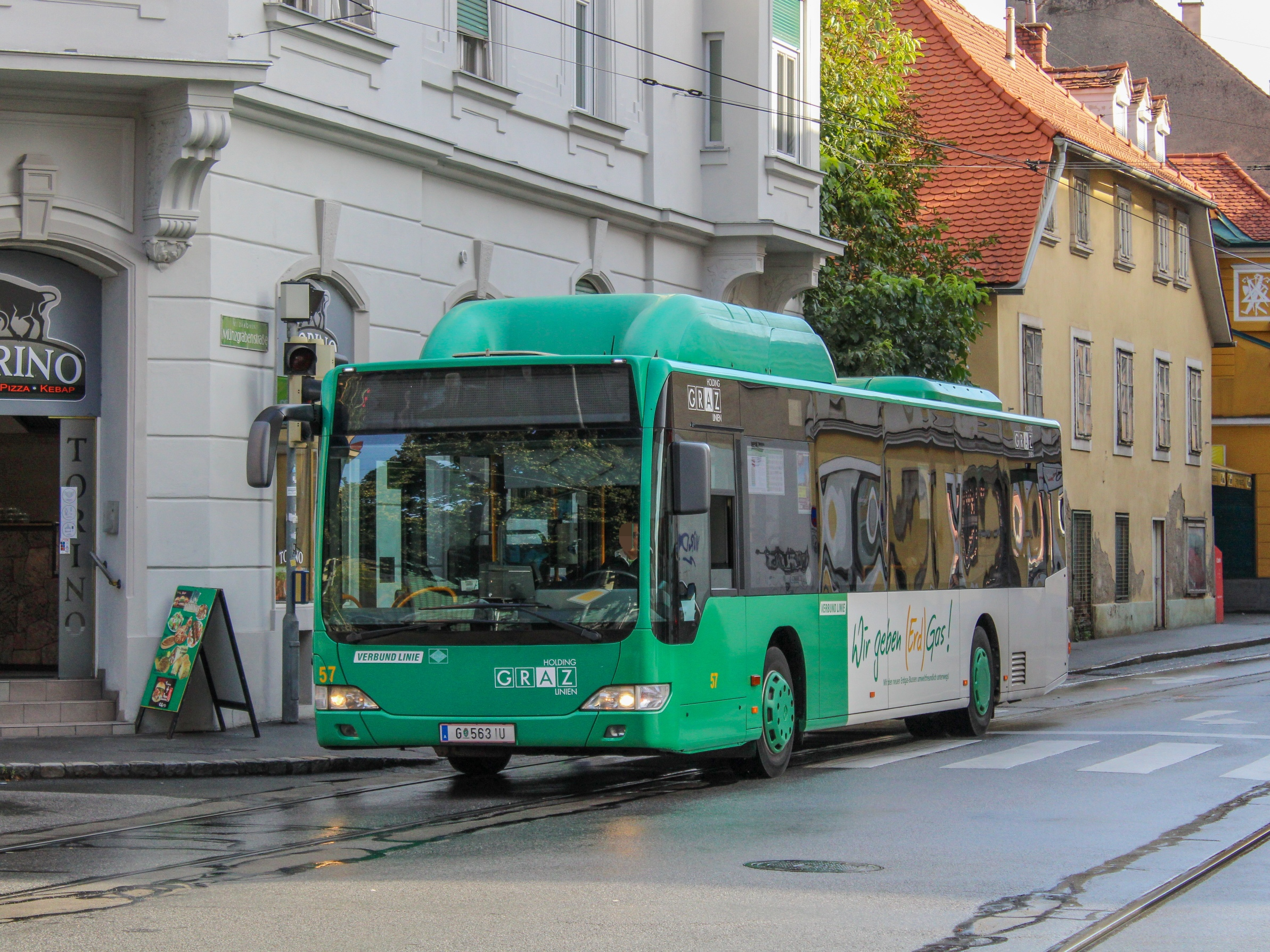
O 530 (versión GNC) del Graz Linien rediseñado (2002-2011)

La primera generación del Citaro (serie interna O530) se produjo a partir de 1997. El autobús, al igual que su predecesor (Mercedes-Benz O 405 N), demostró ser un gran éxito después de las dificultades iniciales. A partir de 1998, también se ofrecieron el autobús interurbano Citaro Ü y el autobús unifamiliar de tres ejes Citaro L, así como el autobús articulado de tres ejes Citaro G. En 2000, siguió una variante con propulsión de gas natural, que se ofreció como Citaro CNG a partir de 2002.
En otoño de 2002, el Citaro experimentó su primera renovación tras la introducción de motores que cumplían con la normativa de emisiones Euro III. Exteriormente, se diferenciaba por la línea de las ventanillas laterales, que ahora se extendía directamente hacia la parte trasera. Se bajó la trampilla del radiador, se amplió la entrada de aire y se añadió una trampilla de mantenimiento. Anteriormente, las últimas ventanillas laterales y la parrilla del radiador inferior presentaban un pliegue que ascendía hacia la luneta trasera.
Como parte de la actualización del modelo, el eje delantero rígido anterior se sustituyó por una suspensión independiente, similar a la del posterior vehículo de acceso bajo, lo que aumentó el confort de marcha y suspensión. El eje, originalmente de ZF Passau, fue rediseñado por Daimler-Benz.
Se han producido varios incendios de vehículos sin causa aparente[1] y las consiguientes retiradas de productos.  Se esperaba que la entrada de aire modificada ayudara a controlar los problemas térmicos. Sin embargo, según Daimler-Benz, los fabricantes de autobuses de piso bajo también sospechaban que se produjeron una serie de incendios cuando los operadores de autobuses redujeron los costes de mantenimiento. Los motores de todos los autobuses de piso bajo están recubiertos de material aislante para proteger a los pasajeros de las vibraciones y el ruido. Estas esteras aislantes deben recibir mantenimiento, ya que, de lo contrario, los residuos de diésel o aceite podrían incendiarse si se sobrecalientan.
En 2003, comenzó una prueba a gran escala con propulsión de pila de combustible. Al año siguiente, en 2004, se introdujo el motor diésel, que cumplía la norma de emisiones Euro IV y contaba con tecnología SCR. En 2005, se lanzaron el Citaro RL con volante a la derecha para circulación por la izquierda y la variante de acceso bajo, el Citaro LE, el primer modelo que ya presentaba la apariencia del Citaro tras su renovación. También se presentó el autobús articulado de cuatro ejes CapaCity.
En el verano de 2006, las variantes existentes se sometieron a una importante renovación, que se manifestó externamente en un diseño frontal y trasero revisados (similar al de los autobuses de acceso bajo recientemente introducidos). El rasgo característico de la primera serie, el panel frontal de "lavadero", que también estaba disponible como panel publicitario frontal plano sin la estrella Mercedes, se eliminó en favor de un panel frontal ligeramente más redondeado. Se modificó la alineación lateral de los intermitentes delanteros. La parte trasera se alineó con la del autocar Travego: incorporó luces multicámara similares y un diseño general más redondeado.
El interior se diferencia por su diseño de techo ligeramente modificado con salidas de aire ovaladas; por lo demás, se mantuvo prácticamente sin cambios. La gama de asientos para pasajeros se amplió para incluir la serie ISE (Inter Star Eco) con el máximo nivel de confort, reconocible por sus respaldos cónicos. Se introdujeron motores más económicos y limpios que cumplían con las normas de emisiones Euro 4 y Euro 5, y posteriormente también EEV. Desde la actualización del modelo, los vehículos se conocen como Citaro Facelifts.
Desde mediados de la década de 2010, el número de autobuses Citaro de la primera generación, antes de la importante actualización de 2006, ha disminuido constantemente en Alemania, lo que se evidencia al menos en las empresas de transporte urbano. Los vehículos que aún se encuentran en servicio son generalmente de modelos más recientes (2003 o posteriores).

## Segunda generación (2011-presente)

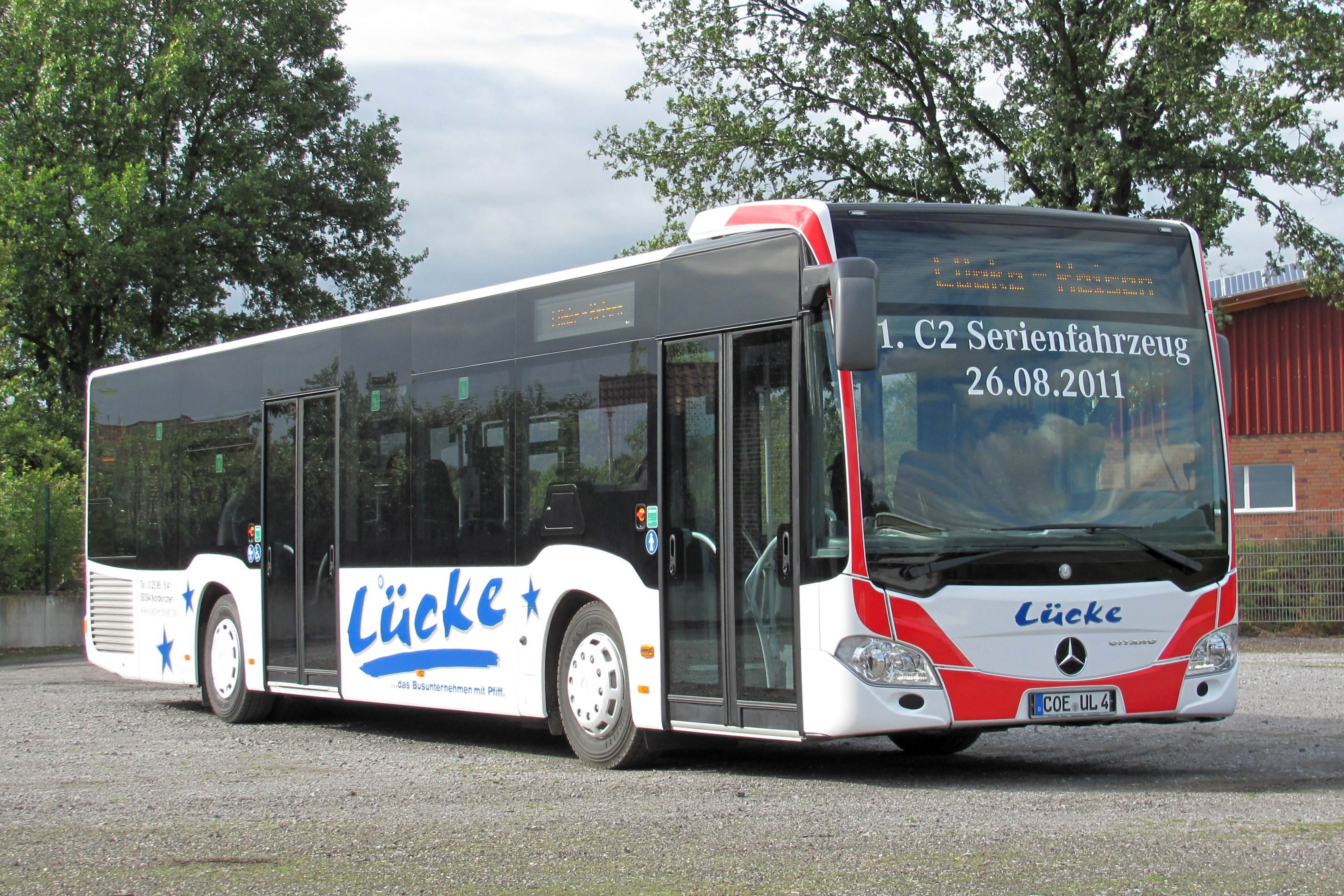
Citaro de segunda generación con frontal interurbano y motor Euro 5

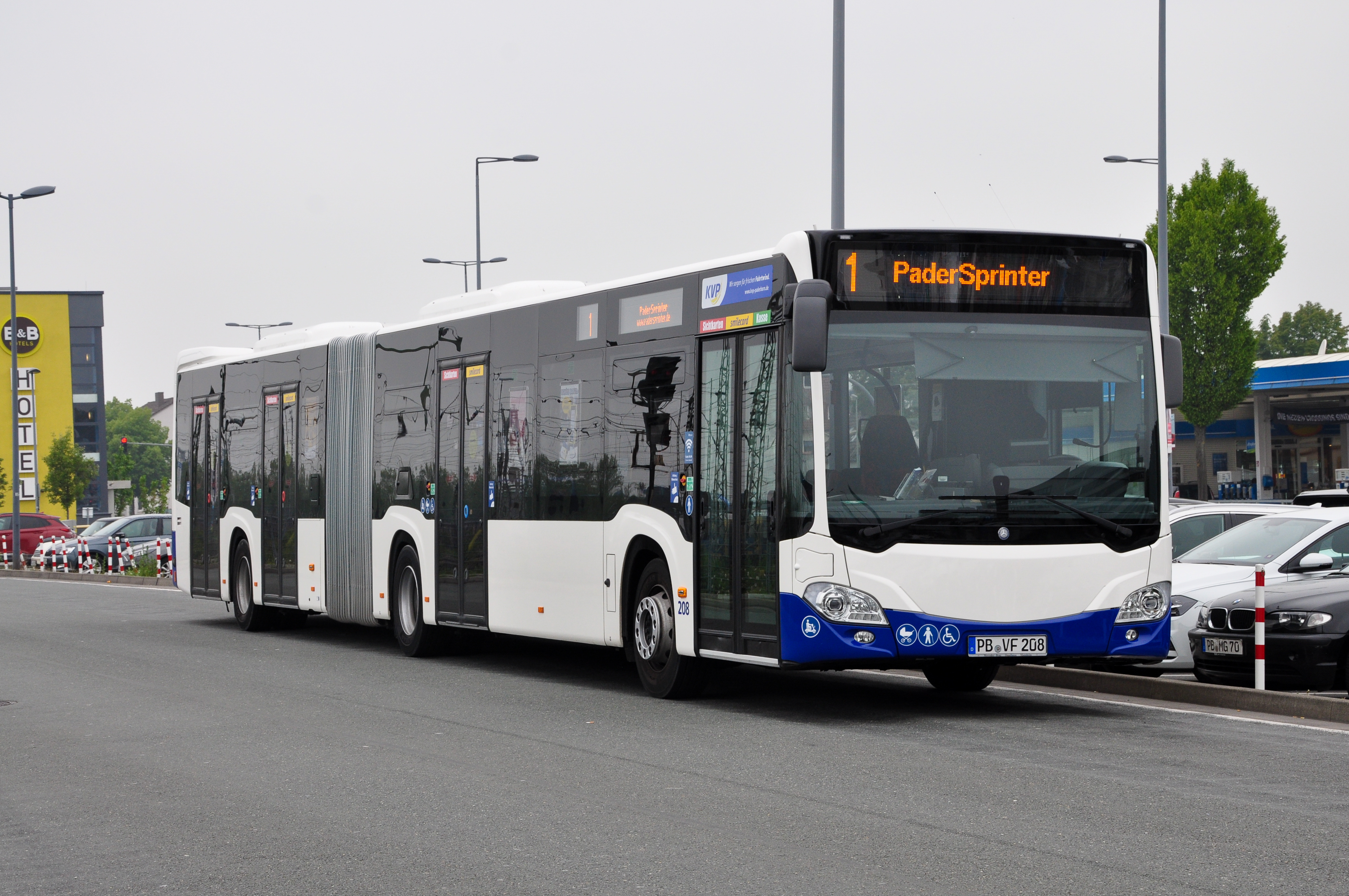
Autobús articulado PaderSprinter Citaro-2 fabricado en 2019 con puertas correderas pivotantes Ventura

En mayo de 2011 se presentó al público la segunda generación del Citaro con un diseño modificado y nuevos motores.
En 2012, se introdujeron innovaciones en la parte trasera del autobús, lo que permitió que el Citaro C2 fuera compatible con motores diésel que cumplían la normativa de emisiones Euro 6.
Desde el principio, el nuevo Citaro estaba disponible opcionalmente con un programa electrónico de estabilidad (ESP), obligatorio por ley en la UE desde 2015.
Inicialmente, se siguieron utilizando los motores diésel de seis cilindros en línea OM906 y OM457(h)LA, ya conocidos en la primera generación del Citaro rediseñado. A partir de mayo de 2012, se introdujeron los nuevos motores diésel common-rail de la serie OM936 con 7,7 l de cilindrada (220 y 260 kW, 299 y 354 CV) y la serie OM470 con 10,7 l de cilindrada (265 y 290 kW, 360 y 394 CV). Ambas series son motores de seis cilindros en línea con homologación Euro 6.
Mientras que el autobús individual Citaro C2 se fabrica de serie con el motor diésel horizontal Euro 6 OM936h, el autobús articulado Citaro C2 G incorpora de serie el motor vertical OM470. El autobús articulado C2 con el motor horizontal OM936h también se presentó en el Salón Internacional del Automóvil de Hannover de 2014. Las entregas a los clientes comenzaron en otoño de 2015.
Desde 2018, Mercedes-Benz también produce en serie el autobús urbano Citaro como autobús unipersonal eléctrico de batería, denominado eCitaro (inicialmente conocido como Citaro E-CELL). El primer eCitaro de producción en serie se entregó a Hamburger Hochbahn en noviembre de 2018.
Una variante del eCitaro con un extensor de autonomía de pila de combustible, denominada pila de combustible eCitaro (inicialmente conocida como Citaro F-Cell o eCitaro REX), debía complementar la gama de productos en 2020. PaderSprinter fue el primer cliente del mundo en recibir una pila de combustible eCitaro a finales de 2023, ya que el eCitaro probado anteriormente en Paderborn tenía que recargarse con demasiada frecuencia en el servicio programado.

## Versiones

### Citaro (1997-2006)
El Citaro es el primer autobús de piso completamente bajo producido por Mercedes-Benz. Para permitir la bajada del piso, el motor (OM 906 u OM 457 (h) LA) se ubicó en el lado izquierdo del voladizo trasero. Inicialmente, el modelo presentó varios problemas relacionados con la refrigeración del motor. Para compensar estos problemas, el diseño se revisó en 2002 y 2006. En particular, en 2006 se rediseñó la parte trasera y se suavizaron las líneas del frontal.

### Citaro Facelift (2006-2011)
El Citaro Facelift, estructuralmente similar al modelo de la primera serie, presenta un nuevo diseño trasero, con líneas más suaves, y una nueva disposición de los faros delanteros, con las flechas apuntando hacia arriba e invertidas en comparación con la primera serie.

### New Citaro (2011-2012)
El nombre "New Citaro" proviene de la actualización estilística. El frontal y el interior se han modificado considerablemente, con nuevos faros y una nueva posición de conducción, pero el vehículo se mantiene prácticamente idéntico a la versión anterior.
Inicialmente, sin embargo, la producción continuó con los motores de la generación anterior, que cumplían con la normativa Euro V.

### Citaro C2 (a partir de 2012)
En mayo de 2012, junto con el rediseño de la parte trasera, también debido al mayor tamaño de los filtros para la nueva clase de emisiones ambientales, el Citaro recibió los motores OM 936 con 7,7 litros de cilindrada (220 y 260 kW, 299 y 354 CV) y OM 470 con 10,7 litros de cilindrada (265 y 290 kW, 360 o 394 CV). Todos estos motores cumplen ahora la normativa Euro 6.
Desde 2018, también está disponible la versión eléctrica denominada eCitaro, a la que le siguió, en 2020, el lanzamiento del autobús articulado eléctrico. En 2024, se presentó la versión 10m "K".

## Modelos

### Modelos urbanos
El modelo urbano está disponible en varias versiones:
- Modelo estándar de 12 metros con ejes gemelos
- Modelo de ejes gemelos de 10.5m (Citaro K)
- Modelo de 3 ejes de 15m (Citaro L)
- Modelo articulado de 18 metros (Citaro G)
- Modelo de 20 metros articulado de 4 ejes (Citaro GL "CapaCity")
- Modelo de 12 metros de ejes gemelos y "piso bajo" (Citaro LE)

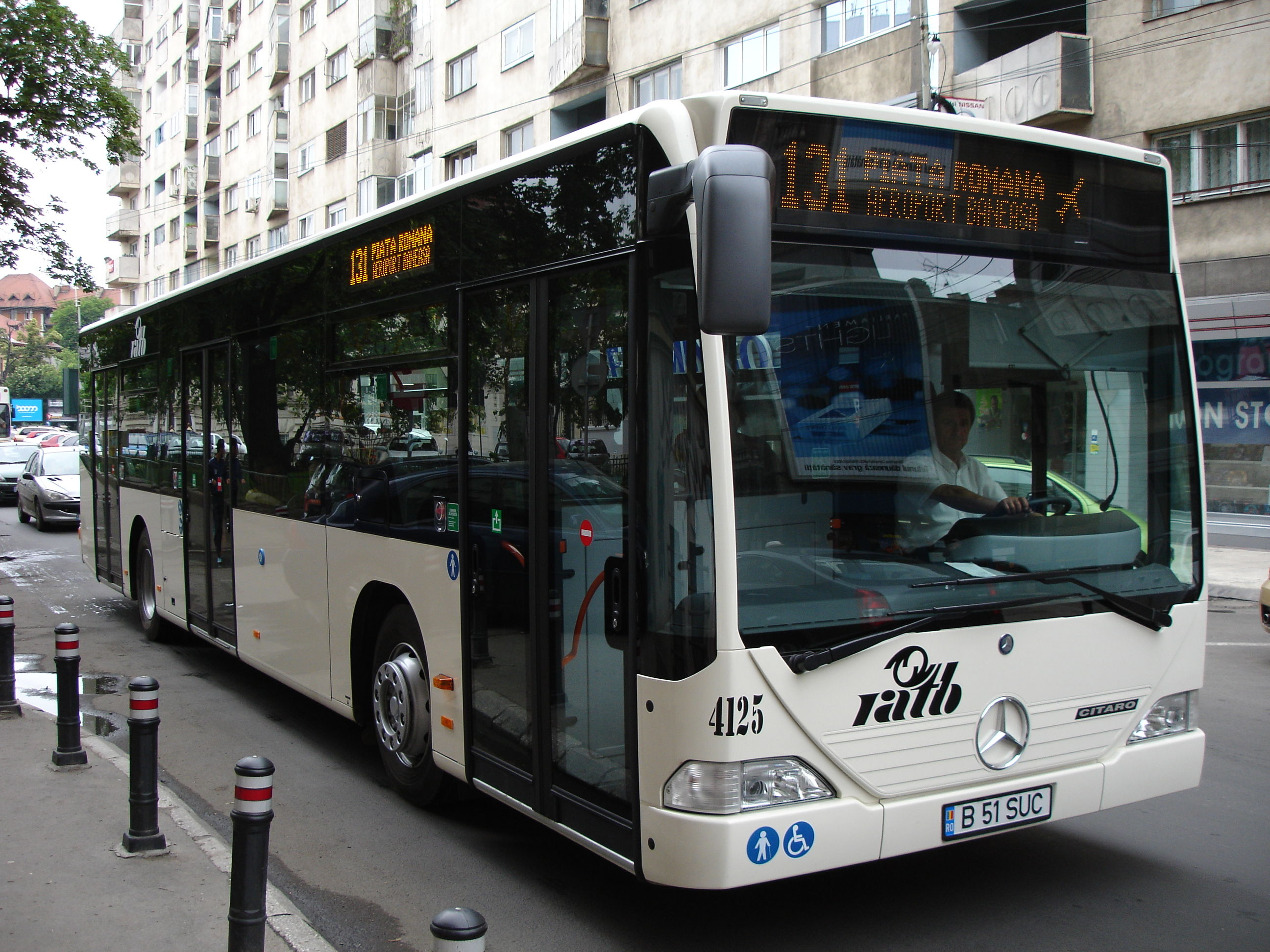
Autobús Citaro en Bucarest.

### Modelos suburbanos/interurbanos
Una serie de versiones suburbanas/interurbanas se producen con todos sus asientos montados en plataformas:
- Modelo de 12 metros y ejes dobles (Citaro Ü)
- Modelo de 13 metros y ejes dobles (Citaro MÜ)
- Modelo de 15 metros con 3 ejes (Citaro LÜ)
- Modelo de 18 metros articulado (Citaro GÜ)
- Modelo de 12 metros de ejes dobles y "piso bajo" (Citaro LE Ü)
- Modelo de 13 metros con ejes dobles y "piso bajo" (Citaro LE MÜ)

### Modelos descontinuados

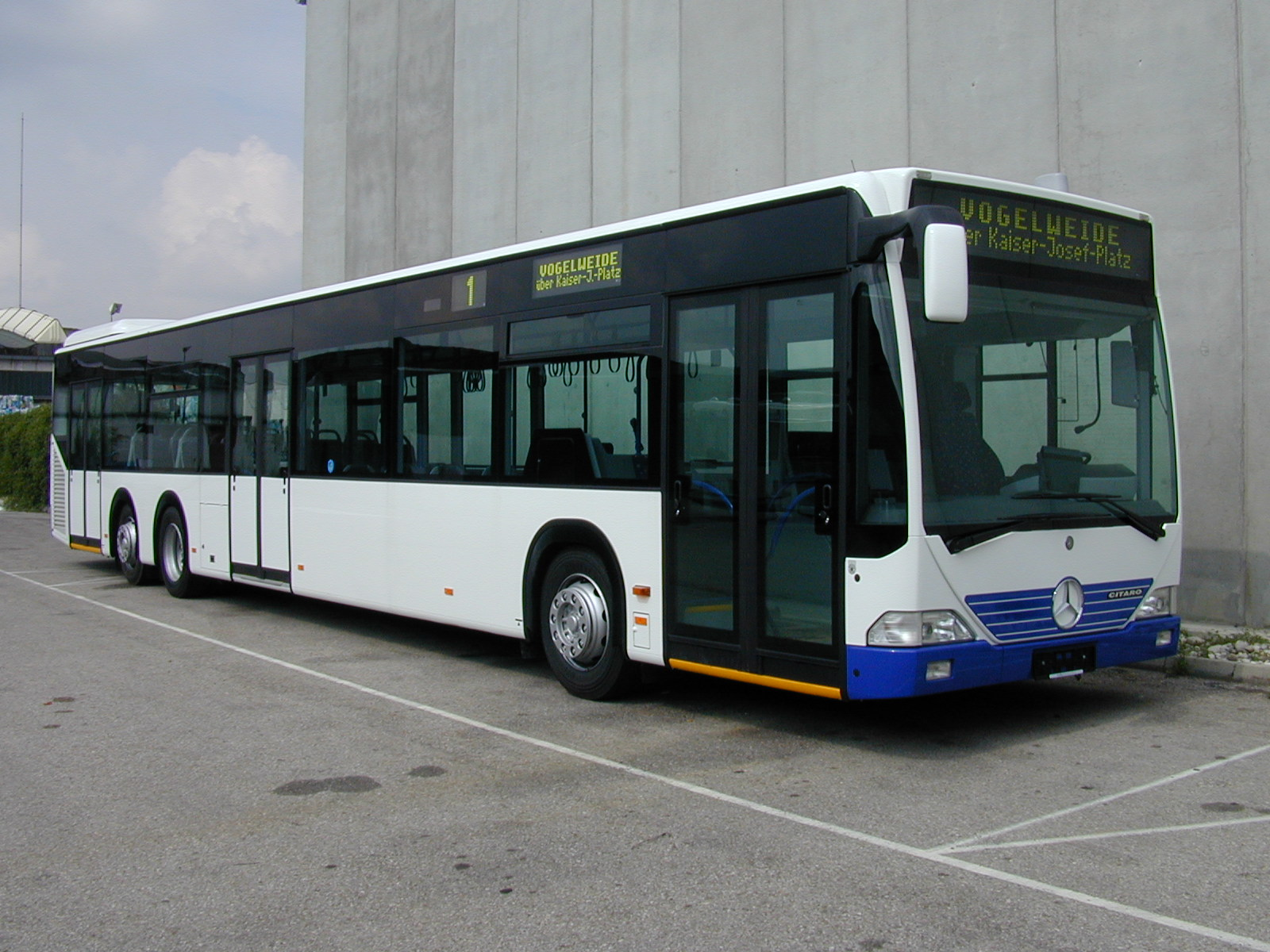
Citaro L primera generación

#### Modelo urbano
- O530 CNG: propulsión a gas natural, longitud 12 m, 2 ejes, 2 o 3 puertas (rebautizado como O530 NGT)
- O530 G CNG: autobús articulado con propulsión a gas natural, longitud 18 m, 3 ejes, 3 o 4 puertas (rebautizado como O530 G NGT)
- O530 FuelCell Hybrid: propulsión híbrida de pila de combustible de hidrógeno, longitud 12 m, 2 ejes, 3 puertas
- O530 G BlueTec Hybrid: autobús articulado con propulsión híbrida diésel-eléctrica, longitud 18 m, 3 ejes, 3 o 4 puertas
- O530 L: autobús individual (largo), longitud 15 m, 3 ejes, 2 o 3 puertas

#### Modelos suburbanos/interurbanos
- O530 MÜ: autobús individual (longitud media), 13 m, 2 ejes, 2 puertas
- O530 LÜ: solo bus (long), length 15m, 3 axles, 2 or 3 doors

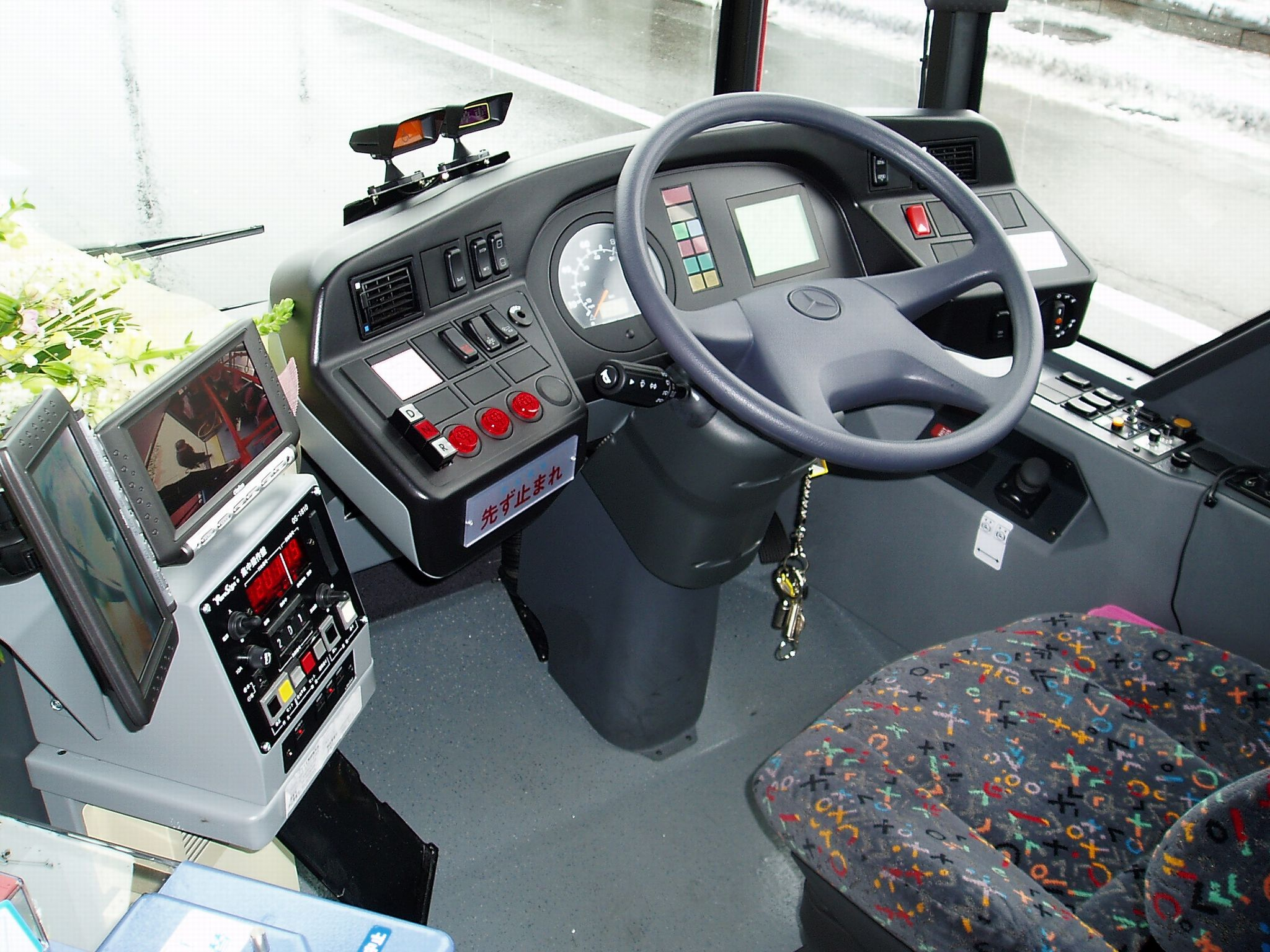
Cabina del Citaro

### Especificaciones

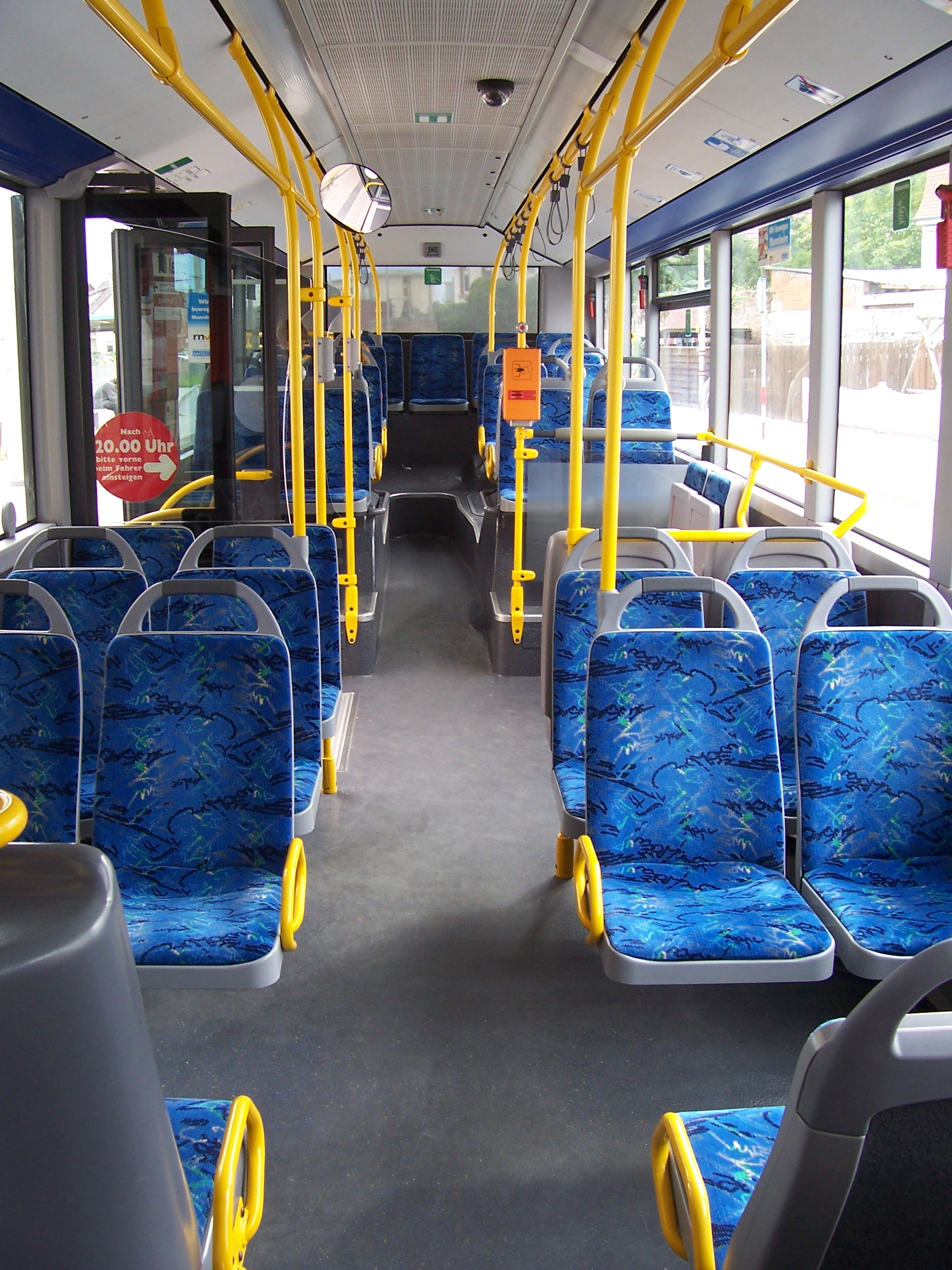
Interior del modelo urbano estándar.

Los operadores u hombres-camión pueden escoger alguna de las dos opciones para estilizar el frente del autobús y su indicador de destino con dos diferentes diseños frontales: el diseño estándar incluye un indicador de destino en ángulo y está disponible como primera opción para autobuses urbanos. Una versión con un parabrisas de una pieza, cubriendo el indicador de destino, también está disponible, aunque se considera para uso interurbano. Así, todos los modelos pueden venir equipados con la versión más reciente de dicho indicador.
Otras opciones incluyen el número y tipo de puertas a usar, así como la apariencia interior. Dos tipos de asientos se ofrecen como parte del equipamiento estándar, de nuevo con un modelo básico para transporte urbano, así como una versión para rutas más largas. Ambas opciones están disponibles asimismo para todos los modelos y versiones.
Las opciones en cuanto a motores, están disponible con una poderosa planta motriz que cumple la norma Euro IV, propulsada a gas natural (modelo M 447 hLAG), con 252 HP o 326 HP, un modelo usado indistintamente para autobuses interurbanos articulados o para autobuses comunes usados en rutas de topografía difícil. Estos motores están opcionalmente disponibles con la certificación EEV, que determina que sus emisiones son aún más bajas que los estándares en vigor de la Unión Europea.
En 2005, Mercedes Benz y EvoBus lanzaron al Mercado una nueva versión del Citaro coincidiendo con la introducción de las normas Euro IV-, Euro V- y EEV. Aparte de los cambios técnicos menores para adaptarse a los motores de nueva generación, el diseño externo recibió una revisión para darle a los autobuses una mirada menos recta y angular con panelería interna ad-hoc al diseño. La producción del modelo antiguo cesó en 2006. Los modelos LE y LE U, que fueron introducidos al mismo tiempo, no usaron el viejo diseño.

### Carrocerías no estándares

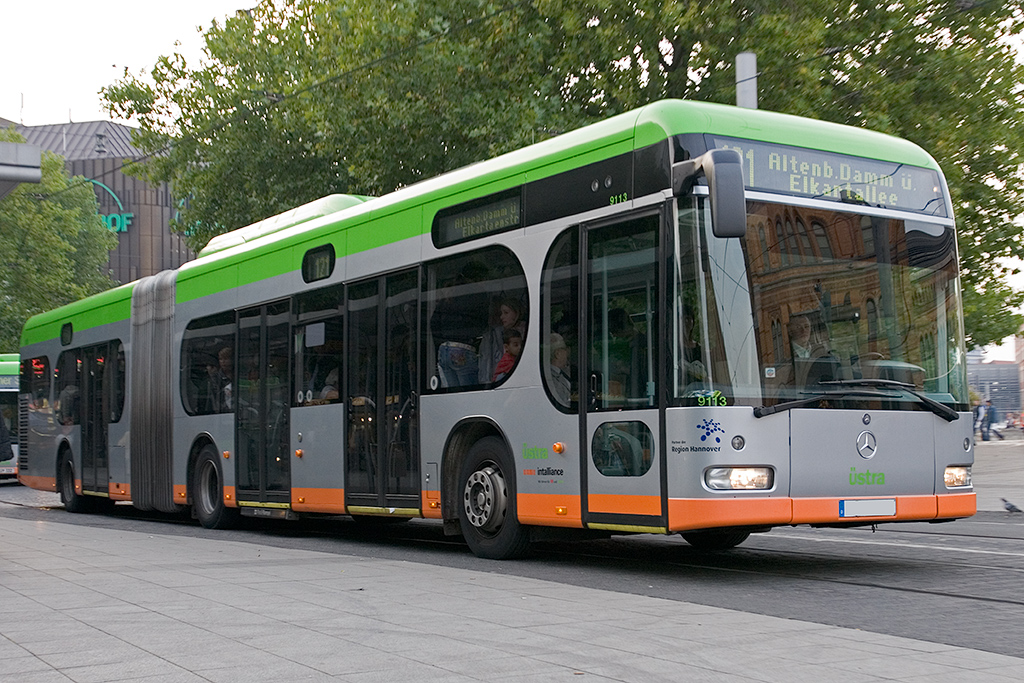
Irvine-Citaro de ÜSTRA Hannover

Como un evento excepcional, los operadores alemanes üstra de Hannover y LVB de Leipzig recibieron un lote de Citaros con un diseño especial de James Irvine para la Expo 2000. Los vehículos de Leipzig se prestaron a Hannover durante la exposición, pero posteriormente volvieron a circular con normalidad en su ciudad. Todos los demás Citaros carrozados por Mercedes-Benz eran de diseño estándar; sin embargo, varios chasis fueron carrozados por fabricantes independientes, en particular Hess de Suiza. Sin embargo, recientemente el Citaro solo se ha vendido como producto completo.
En 2007, los talleres de la empresa de autobuses SZKT de Szeged (Hungría) transformaron un Citaro convencional en trolebús. En abril de 2010, cinco autobuses de este tipo ya funcionaban como trolebús y se están preparando más próximamente..
En 2009, el Centro de Servicios de Ambulancias de Dubai recibió tres Citaros, que habían sido modificados para convertirse en las ambulancias más grandes del mundo.
En 2010, la ciudad francesa de Rennes encargó una versión más larga del Citaro, el Citaro M, de 13 metros de longitud y disposición urbana. Sobre el chasis del Setra S416NF se construyeron 15 vehículos.

### Versión de pila de combustible de hidrógeno

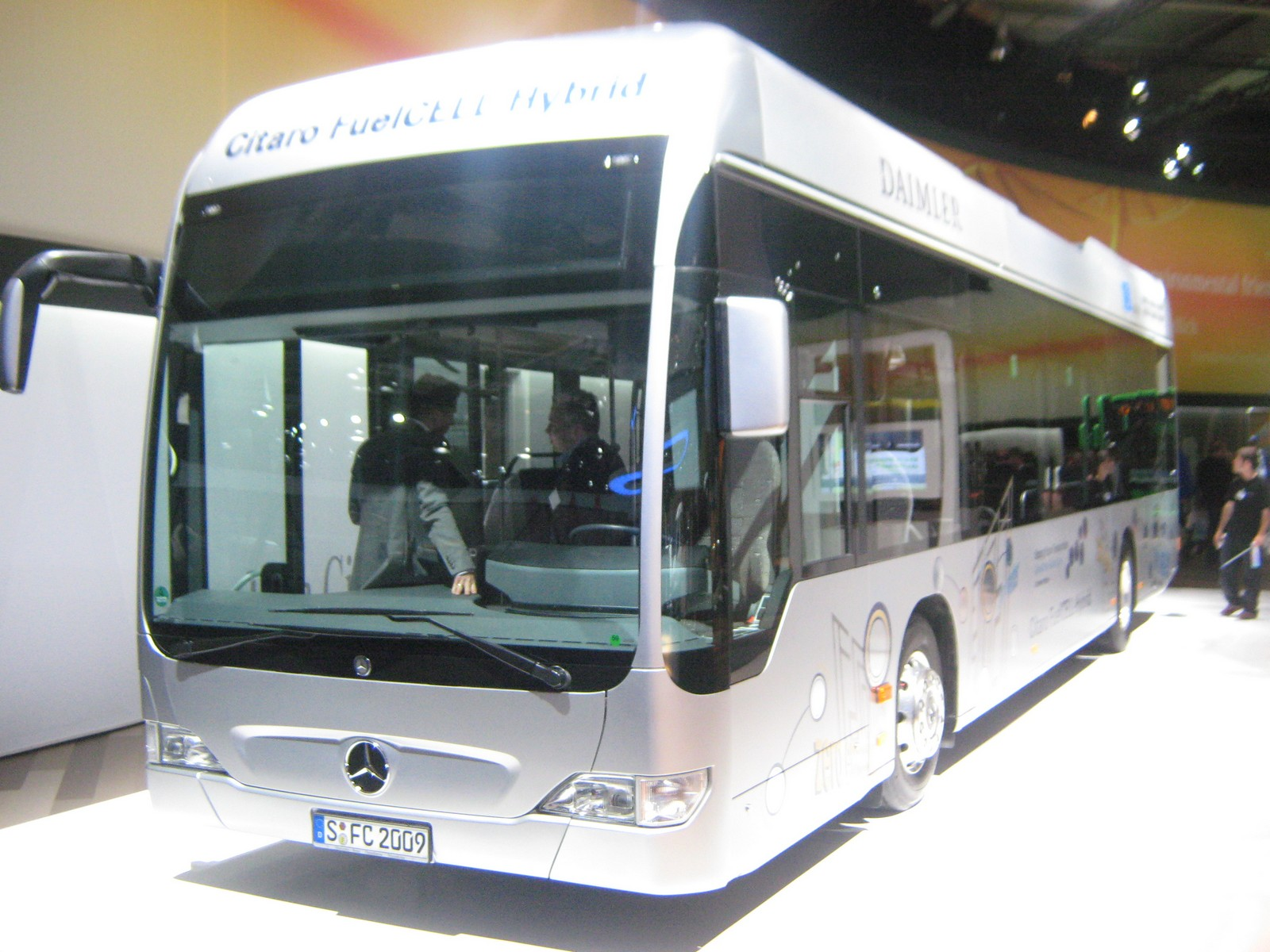
El Citaro FuelCell Hybrid de primera generación se renueva en el IAA de Hannover 2010

Aunque los modelos habituales de Citaro funcionan con diésel o gas natural, también existe una versión alimentada por pila de combustible de hidrógeno, denominada Citaro BZ u O530BZ (BZ significa "Brennstoffzelle" en alemán o "pila de combustible" en inglés). Durante el proceso de combustión, solo se produce vapor de agua, por lo que el vehículo es muy respetuoso con el medio ambiente. Los tanques de hidrógeno están ubicados en el techo, lo que aumenta la altura del vehículo a 3,68 m (12'29/32"). Estos autobuses tienen 3 puertas, configuraciones de piso bajo y son capaces de alcanzar una velocidad máxima de 70 km/h (43,5 mph). Alrededor de 35 de estos autobuses han estado en servicio en diversas ciudades del mundo para probar la viabilidad de las pilas de combustible de hidrógeno en numerosos países o continentes (incluidos Reino Unido, Australia y China), diferentes circunstancias operativas y diferentes condiciones, especialmente las condiciones climáticas.

### Versión híbrida-eléctrica
El Mercedes-Benz Citaro G BlueTec Hybrid es un autobús articulado híbrido en serie con un motor diésel compacto OM-924LA Euro 4 de 450 kg, 4 cilindros, 4,8 litros y 160 kW que alimenta un paquete de baterías de iones de litio de 19,4 kWh montado en el techo y cuatro motores eléctricos en los cubos de las ruedas de 80 kW ubicados en los ejes central y trasero. (En comparación con un motor diésel de autobús convencional: 6 cilindros, 12 litros y 1000 kg). El paquete de baterías también se carga mediante frenado regenerativo (recuperación). El fabricante prevé un consumo de combustible un 20 % inferior al de los Citaros diésel convencionales. En 2010, se entregaron autobuses articulados seleccionados en versión híbrida a Wuppertal, Stuttgart, Krefeld, Hamburgo y Mülheim. También se entregaron otros autobuses rígidos a Essen, Duisburgo, Múnich, Maguncia, Hamburgo y Rostock. Dresde y Leipzig también entregaron sus autobuses híbridos Citaro en 2011.
Finalmente, Daimler decidió no actualizar las variantes BlueTec Hybrid a la segunda generación del Citaro. En su lugar, en 2017, lanzó las variantes Citaro Hybrid del Citaro (diésel) y NGT, que utilizan un sistema de propulsión híbrido suave, mucho más económico de fabricar que el BlueTec Hybrid. Utiliza un motor eléctrico en forma de disco de 14 kW, montado entre el motor de combustión y la transmisión para la recuperación de energía, y puede proporcionar un par motor de hasta 220 Nm.

### Versión de batería / eCitaro

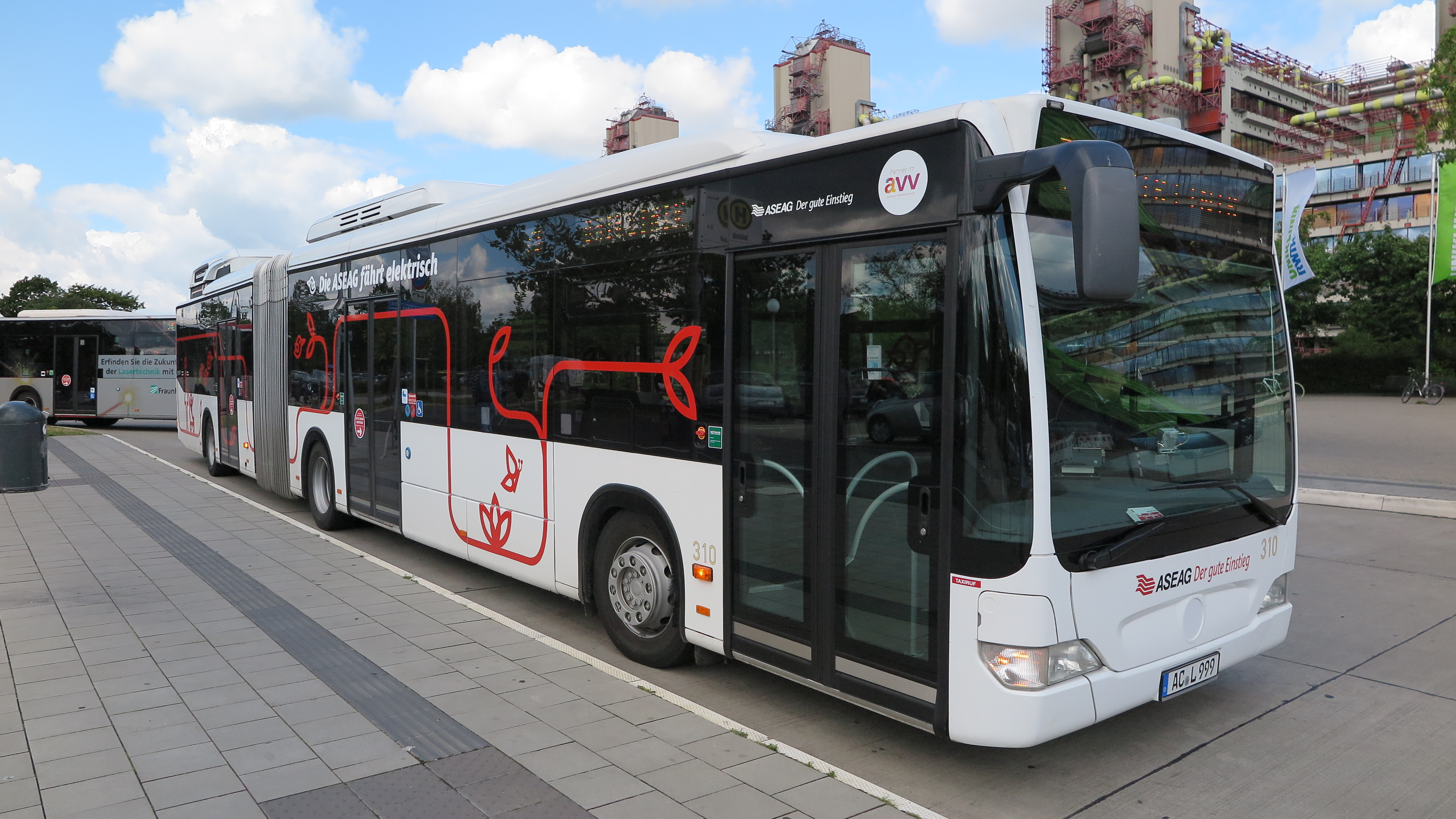
Un ASEAG Aachen Citaro G propulsado por batería (primera generación renovada)

Desde 2015, Aachen Transport opera un autobús articulado Citaro alimentado por batería como prueba en operación programada. El vehículo fue convertido en 2014 de un autobús híbrido a un autobús de batería. Quitaron todos los componentes diésel e instalaron 1300 baterías de tracción con una capacidad total de aproximadamente 180 kWh. Las cargas por eje se mantuvieron sin cambios. El vehículo tiene cuatro motores en el cubo de la rueda con 60 kW de potencia continua en el segundo y tercer eje y tiene una autonomía de más de 50 kilómetros (30 mi). La conversión se llevó a cabo como parte del proyecto de la UE Civitas (Transporte más limpio y mejor en las ciudades) y fue financiada por la Asociación de Transporte de Aquisgrán al 75 por ciento. Los costos del hardware (por ejemplo, baterías) ascendieron a aproximadamente 700.000 euros.
Mercedes-Benz probó prototipos del Citaro con propulsión totalmente eléctrica. El autobús cuenta con un diseño modular de baterías y utiliza los mismos motores eléctricos en los cubos de rueda que el Citaro G BlueTec Hybrid. Se presentó en el Salón Internacional de Vehículos Comerciales (IAA) de Hannover en septiembre de 2018 como eCitaro. Utiliza una carrocería modificada del Citaro estándar, con un frontal adoptado del prototipo Future Bus de Daimler. Inicialmente se lanzó como un autobús unipersonal de 12 m. Posteriormente, se incorporó a la oferta una versión articulada de 18 m del eCitaro (también conocido como eCitaro G).

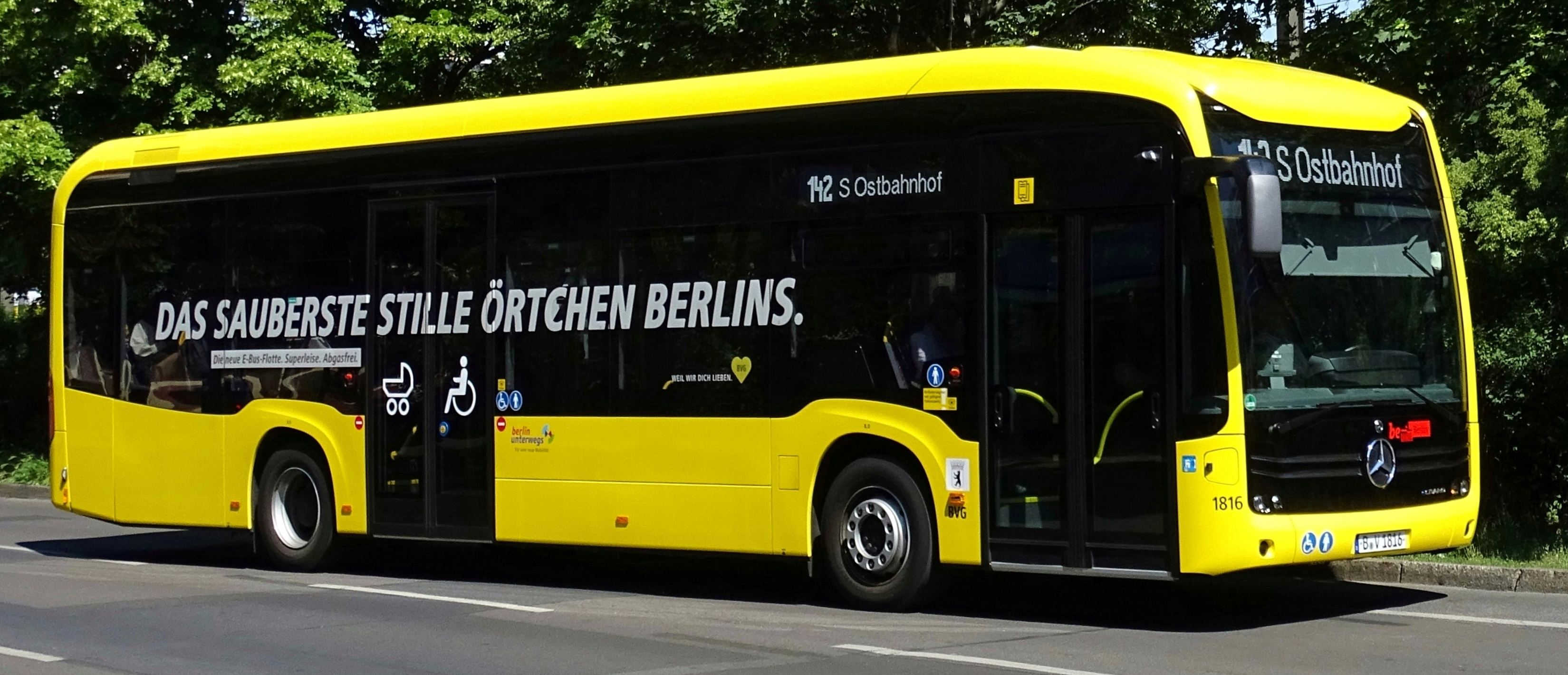
Mercedes-Benz eCitaro en servicio en Berlín-Mitte

El 15 de noviembre de 2018 se entregó la primera serie de eCitaro a su primer cliente: Hochbahn AG, una empresa de transporte público de Hamburgo, de la que por fin ya son 20. En el año 2019, más clientes comenzaron a operar eCitaros, incluidos Rhein-neckar-Verkehr GmbH (RNV), Berliner Verkehrsbetriebe (BVG), Zugerland Verkehrsbetriebe (ZVB) y Bus Ostschweiz (BOS). A esto le siguieron pedidos de Verkehrsbetriebe Hamburg-Holstein (VHH) con 16 autobuses, ESWE Verkehrsgesellschaft mbH de Wiesbaden con 56 y ÜSTRA de Hannover con 48. Mercedes-Benz también recibió pedidos de países extranjeros, entre ellos Luxemburgo, Noruega y Suecia. Además, el eCitaro fue coronado Autobús Urbano del Año 2019 en España el 11 de febrero de 2019. En 2021, el operador nacional de autobuses de Hungría, Volánbusz, encargó 40 eCitaros,  y en 2023, Transdev Blazefield en el Reino Unido encargó 35 eCitaros para sus filiales Harrogate Bus Company y Keighley Bus Company, los primeros 20 de los cuales entraron en servicio con la primera en noviembre de 2024.
En 2023, se ofrecerá una versión con un extensor de autonomía de pila de combustible de hidrógeno de Toyota, que permitirá una autonomía de hasta 400 kilómetros (250 millas), en comparación con los 280 kilómetros (170 millas) del modelo eléctrico de batería.
El 15 de septiembre de 2024, Mercedes-Benz lanzó una versión más corta, de 10,63 metros, en el salón de vehículos comerciales IAA de Hannover. Denominado eCitaro K, presentaba una distancia entre ejes de 4398 mm y un radio de giro de tan solo 17,28 metros, lo que lo hacía ideal para rutas urbanas concurridas. El eCitaro K está alimentado por cinco paquetes de baterías de alto voltaje con una capacidad combinada de 491 kWh y ofrece una autonomía de 300 km en condiciones óptimas.

### Versión con cable aéreo

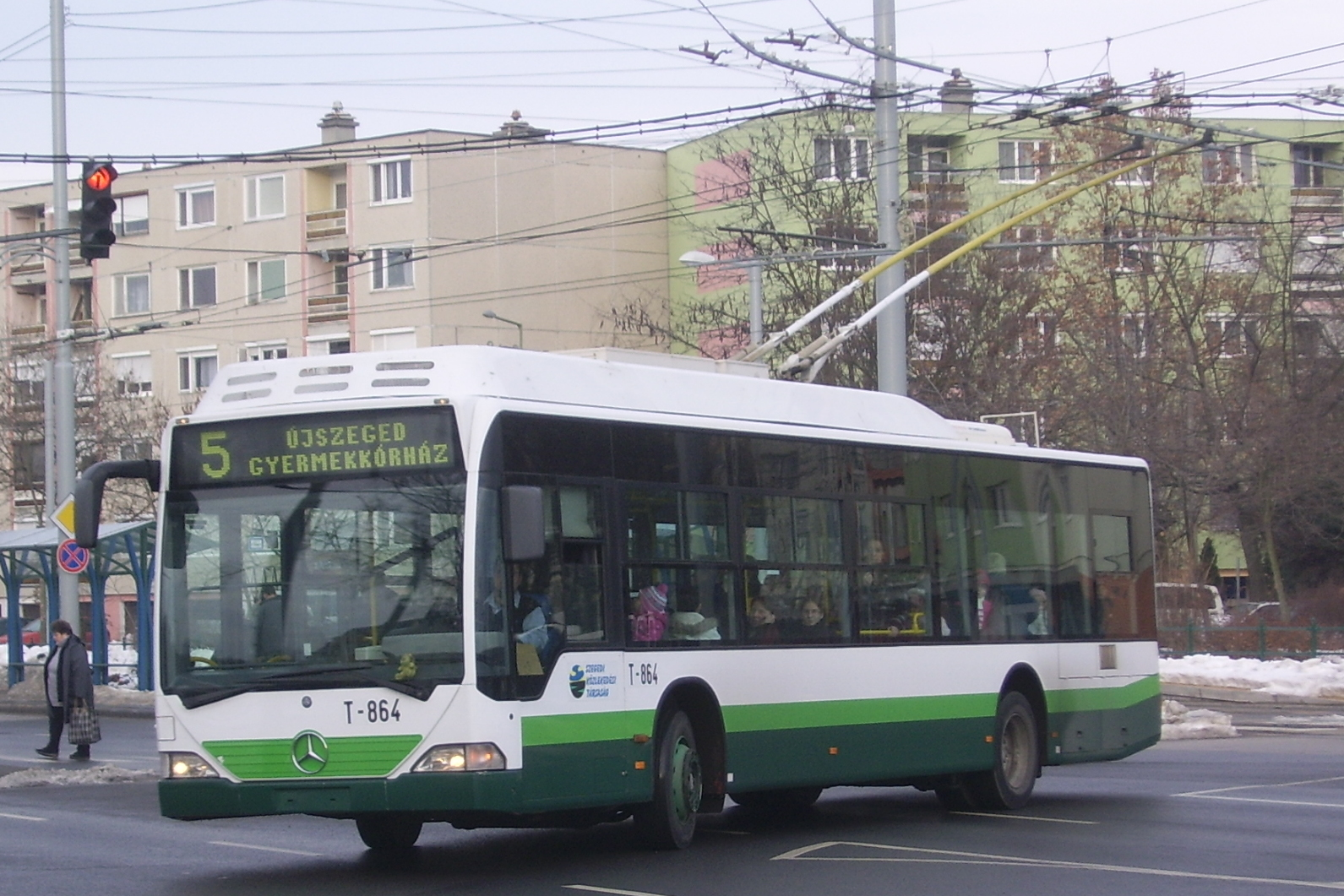
Un Citaro de primera generación como trolebús en Szeged, Hungría

Dado que EvoBus no ofrece trolebuses, las empresas de transporte de la ciudad húngara de Szeged transformaron de forma independiente seis vehículos Citaro de segunda mano en trolebuses entre 2006 y 2010. Se espera que esto suponga un ahorro en el inventario de repuestos (esto se puede realizar junto con los mismos autobuses diésel de la serie dispensadora), así como unos costes de adquisición más bajos en comparación con los trolebuses de producción estándar. La designación de tipo modificada es O-530 Tr12, y los seis vagones llevan los números de operación T-860 a T-865.
En 2012, dos trolebuses Citaro también entraron en servicio en Gdynia, Polonia. Los vehículos, con los números 3053 y 3054, procedían de autobuses diésel usados adquiridos en Berlín, entregados en 2002.

## CapaCity

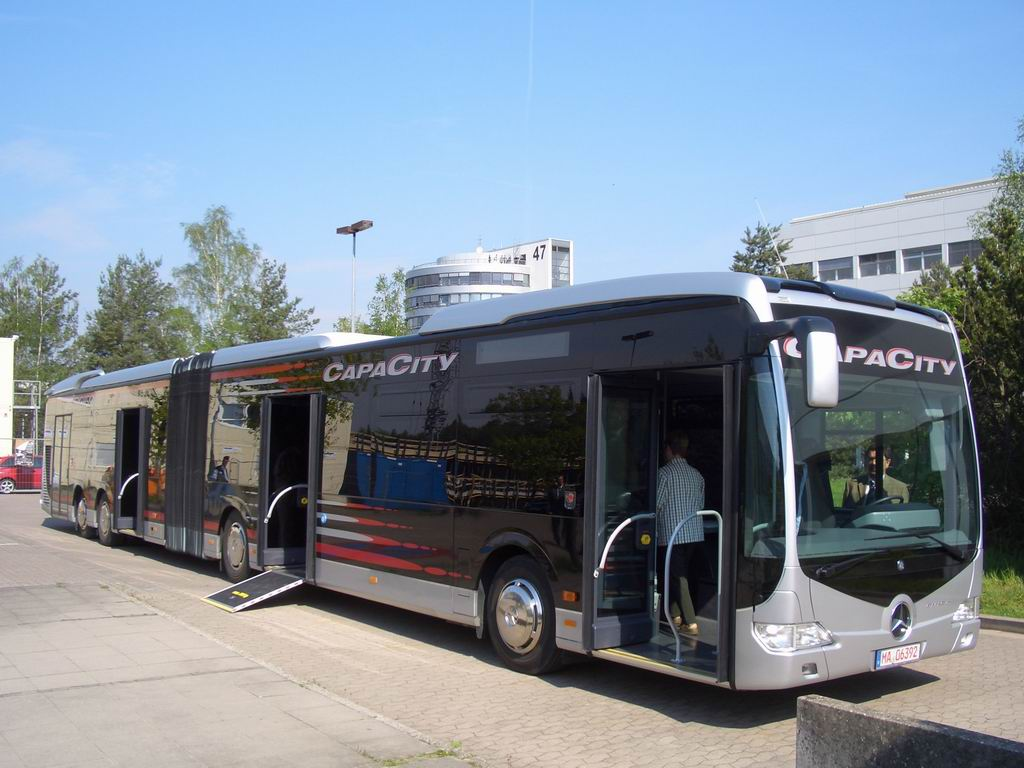
CapaCity L de primera generación en Kaiserslautern

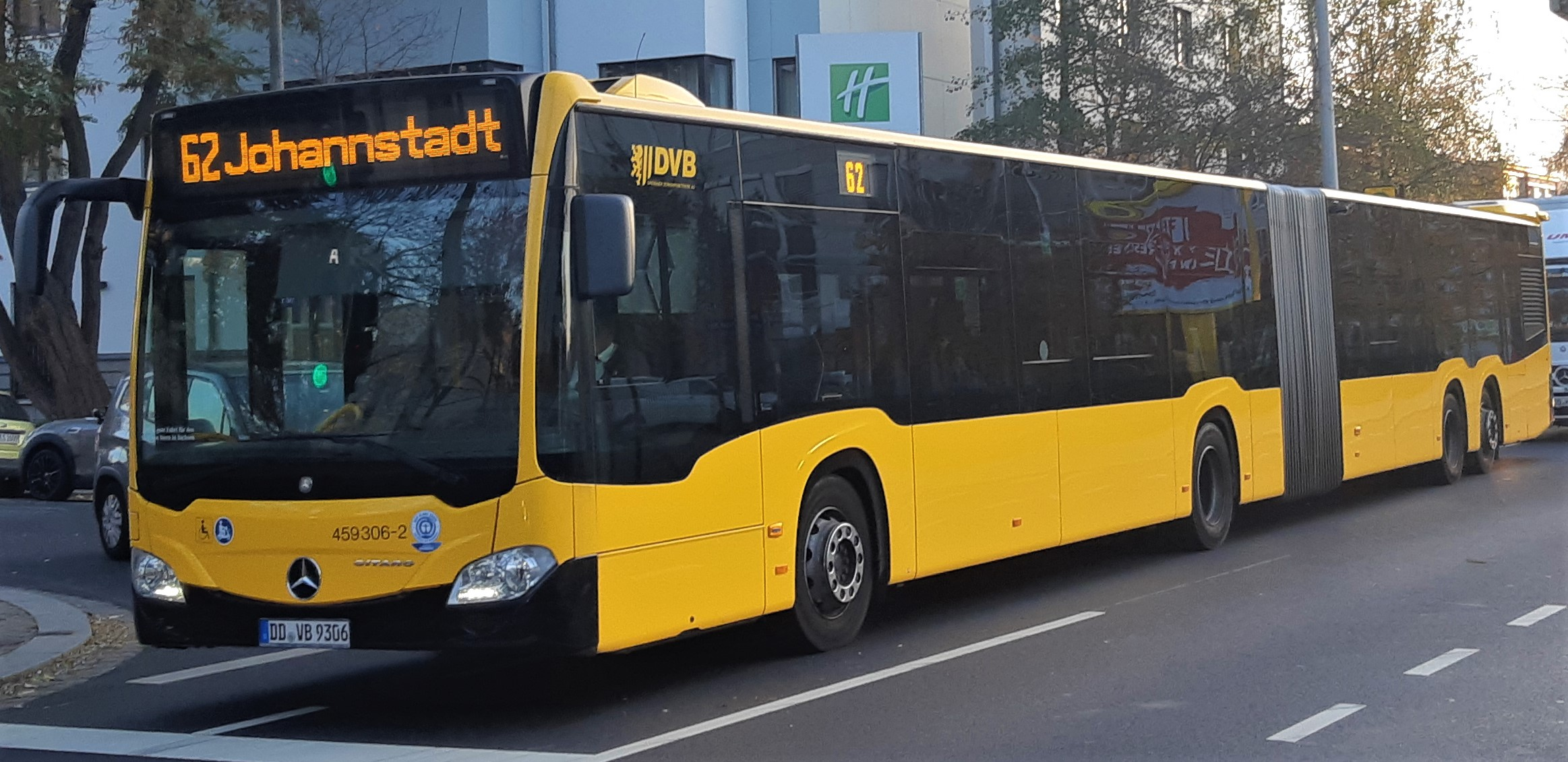
CapaCity L de segunda generación en Dresde

El Mercedes-Benz CapaCity (también conocido como O530 GL) es un autobús articulado de gran capacidad basado en el Citaro G, presentado en 2007. La primera generación del CapaCity mide 19,54 m de largo y puede transportar hasta 186 pasajeros. Ofrece el mismo radio de giro que su similar más corto, el Citaro G (17,94 m de largo), gracias a un cuarto eje electrohidráulico con dirección activa. La seguridad está garantizada por el Sistema Electrónico de Frenado (EBS), los frenos antibloqueo (ABS) y el control de derrape en aceleración (ASR), y la comodidad de los pasajeros se ve mejorada por las suspensiones delanteras independientes. Está disponible con 3 y 4 puertas. También existen CapaCity con diseño BRT, reconocibles por su exterior modificado. Estos autobuses están actualmente en servicio en Estambul (Turquía) y Bratislava (Eslovaquia).
La segunda generación del CapaCity se presentó por primera vez en 2014. Sin embargo, inicialmente estuvo disponible la versión larga "CapaCity L" (21 m). Posteriormente, se añadió la versión más corta, "CapaCity", con una longitud de 19,7 m. Todos se basan en el sistema modular del Mercedes-Benz Citaro. La nueva función "Controlador de Plataforma Giratoria Articulada" (ATC) previene el efecto tijera. El CapaCity L tiene capacidad para 191 pasajeros con equipamiento de serie, mientras que el CapaCity L tiene capacidad para 182 pasajeros. Se ofrece con cuatro puertas de serie, pero con el "Paquete Metro", el CapaCity L también está disponible con cinco puertas, lo que lo hace más adecuado para los servicios BRT. Según Daimler, el CapaCity L es el autobús urbano diésel con menor consumo de combustible por pasajero.

## Conecto

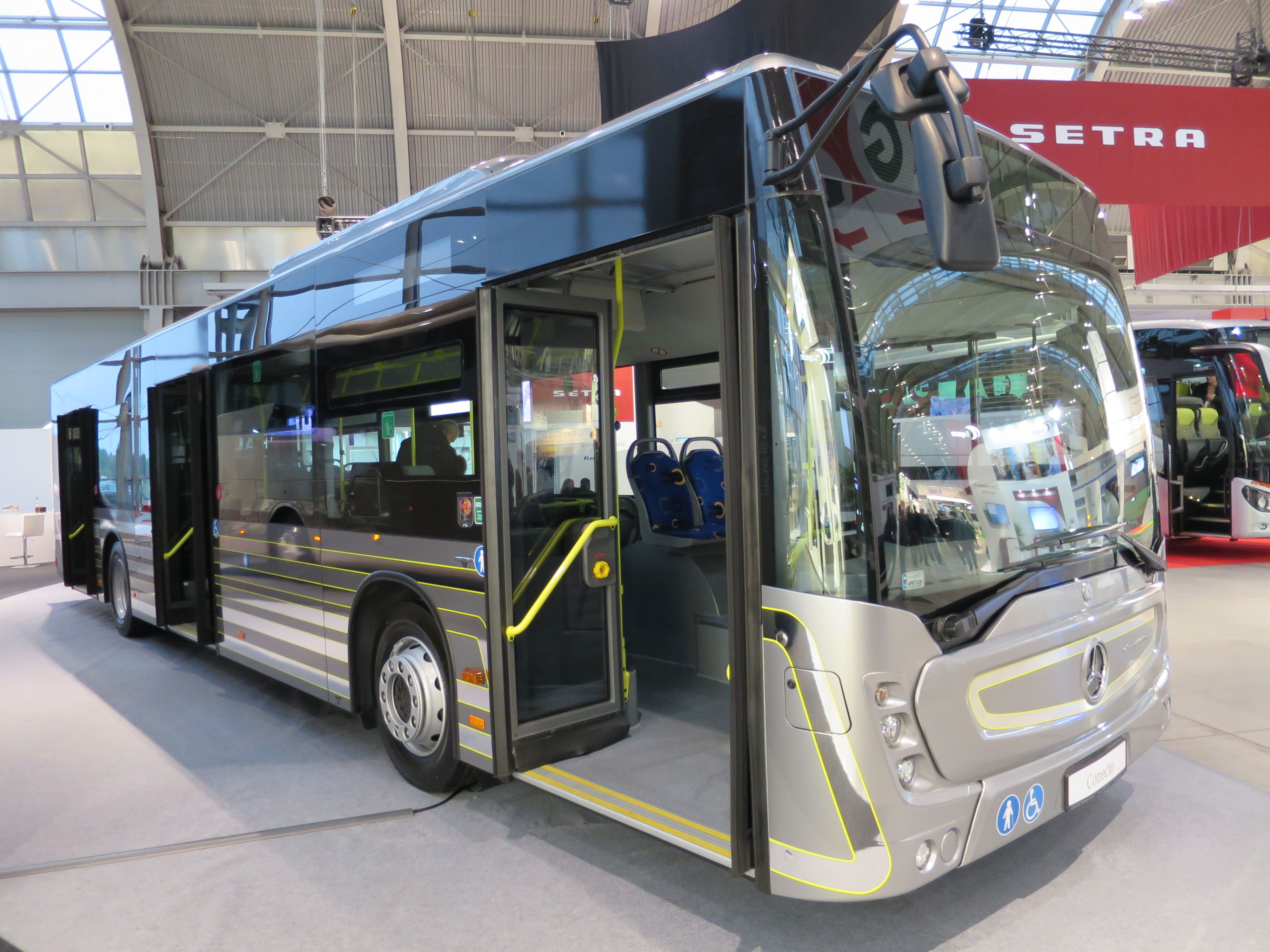
Conecto 3.ª generación en TransExpo 2016

En 2007, se presentó la segunda generación del Conecto, disponible tanto en versión estándar de 12 m como articulada de 18 m. Sin embargo, solo está disponible con 3 puertas (versión individual) y 4 puertas (versión articulada). A diferencia de su predecesor, una serie de modelos independientes (un autobús con acceso escalonado derivado del O405, designación de modelo O345), se trata de una versión técnicamente simplificada del Citaro o Citaro G, con configuración de piso bajo y motores verticales. Se distingue por su diseño exterior modificado y sus pequeñas diferencias en el diseño interior respecto al Citaro, y se vende principalmente en Europa del Este, Oriente Medio y Asia Occidental. Desde 2018, la tercera generación también se vende en Italia (cuando el Conecto de piso bajo nunca se había comercializado oficialmente).
Al igual que los modelos Conecto anteriores con entrada escalonada, el Conecto de piso bajo también se produce en la fábrica de Mercedes-Benz Türk en Estambul, Turquía.
En septiembre de 2016, la tercera generación del Conecto se presentó en Varsovia, Polonia. Se realizaron varias mejoras para el nuevo Conecto, así como en la seguridad de conducción, la comodidad de los pasajeros, el manejo y los motores Euro 6, mientras que los costos de operación se mantuvieron bajos. Ejemplos de alto estándar de seguridad son el Programa Electrónico de Estabilidad (ESP) en versiones individuales y el Controlador de Torno Articulado (ATC) en versiones articuladas. El Conecto y el Conecto G NGT propulsados por gas natural también están disponibles por primera vez. Al igual que la segunda generación, el Conecto de tercera generación solo está disponible con 3 puertas (versión individual) y 4 puertas (versión articulada).  En el Conecto de tercera generación, solo están disponibles motores que cumplen con Euro VI (OM936 en 12 m, OM470 en 18 m y M936G en versiones de gas); La segunda generación del Conecto, con motores compatibles con Euro V (OM926LA en los modelos de 12 m y OM457LA en los de 18 m), sigue comercializándose en determinados mercados en desarrollo no pertenecientes a la UE en Europa del Este, Oriente Medio y Asia occidental, junto con el Conecto de tercera generación.

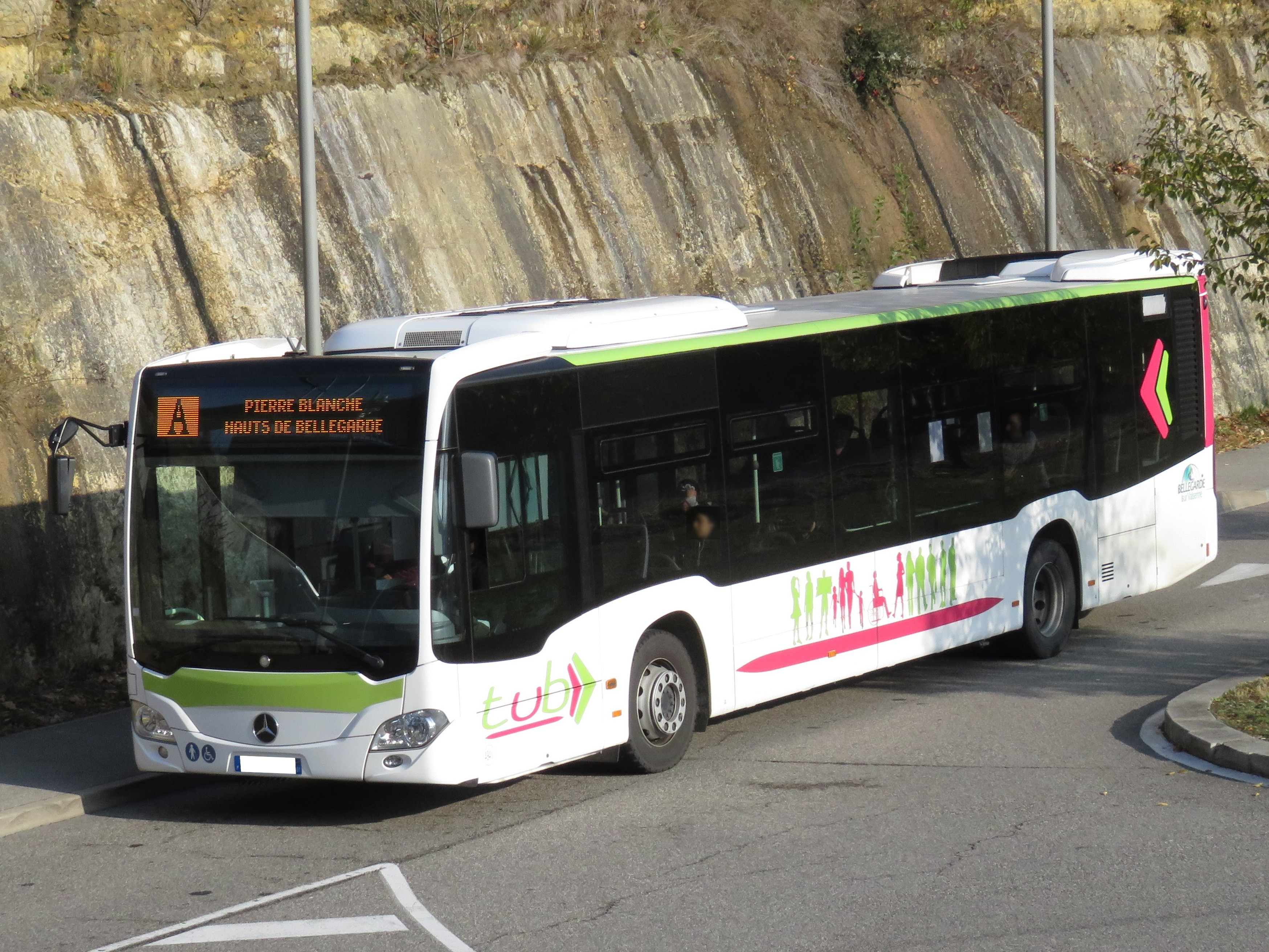
Citaro C2 de 12 metros

## Producción
El Citaro se fabrica actualmente en plantas de Mannheim (Alemania) y Ligny-en-Barrois (Francia). También se fabricó en Sámano (España).
La versión económica del Conecto es producida por Mercedes-Benz Türk A.Ş. en Hoşdere, Başakşehir, Estambul (Turquía).

### Especificaciones
Los operadores u hombres-camión pueden escoger alguna de las dos opciones para estilizar el frente del autobús y su indicador de destino con dos diferentes diseños frontales: el diseño estándar incluye un indicador de destino en ángulo y está disponible como primera opción para autobuses urbanos. Una versión con un parabrisas de una pieza, cubriendo el indicador de destino, también está disponible, aunque se considera para uso interurbano. Así, todos los modelos pueden venir equipados con la versión más reciente de dicho indicador.
Otras opciones incluyen el número y tipo de puertas a usar, así como la apariencia interior. Dos tipos de asientos se ofrecen como parte del equipamiento estándar, de nuevo con un modelo básico para transporte urbano, así como una versión para rutas más largas. Ambas opciones están disponibles asimismo para todos los modelos y versiones.
Las opciones en cuanto a motores, están disponible con una poderosa planta motriz que cumple la norma Euro IV, propulsada a gas natural (modelo M 447 hLAG), con 252 HP o 326 HP, un modelo usado indistintamente para autobuses interurbanos articulados o para autobuses comunes usados en rutas de topografía difícil. Estos motores están opcionalmente disponibles con la certificación EEV, que determina que sus emisiones son aún más bajas que los estándares en vigor de la Unión Europea.
En 2005, Mercedes Benz y EvoBus lanzaron al Mercado una nueva versión del Citaro coincidiendo con la introducción de las normas Euro IV-, Euro V- y EEV. Aparte de los cambios técnicos menores para adaptarse a los motores de nueva generación, el diseño externo recibió una revisión para darle a los autobuses una mirada menos recta y angular con panelería interna ad-hoc al diseño. La producción del modelo antiguo cesó en 2006. Los modelos LE y LE U, que fueron introducidos al mismo tiempo, no usaron el viejo diseño.

## Citaro C2

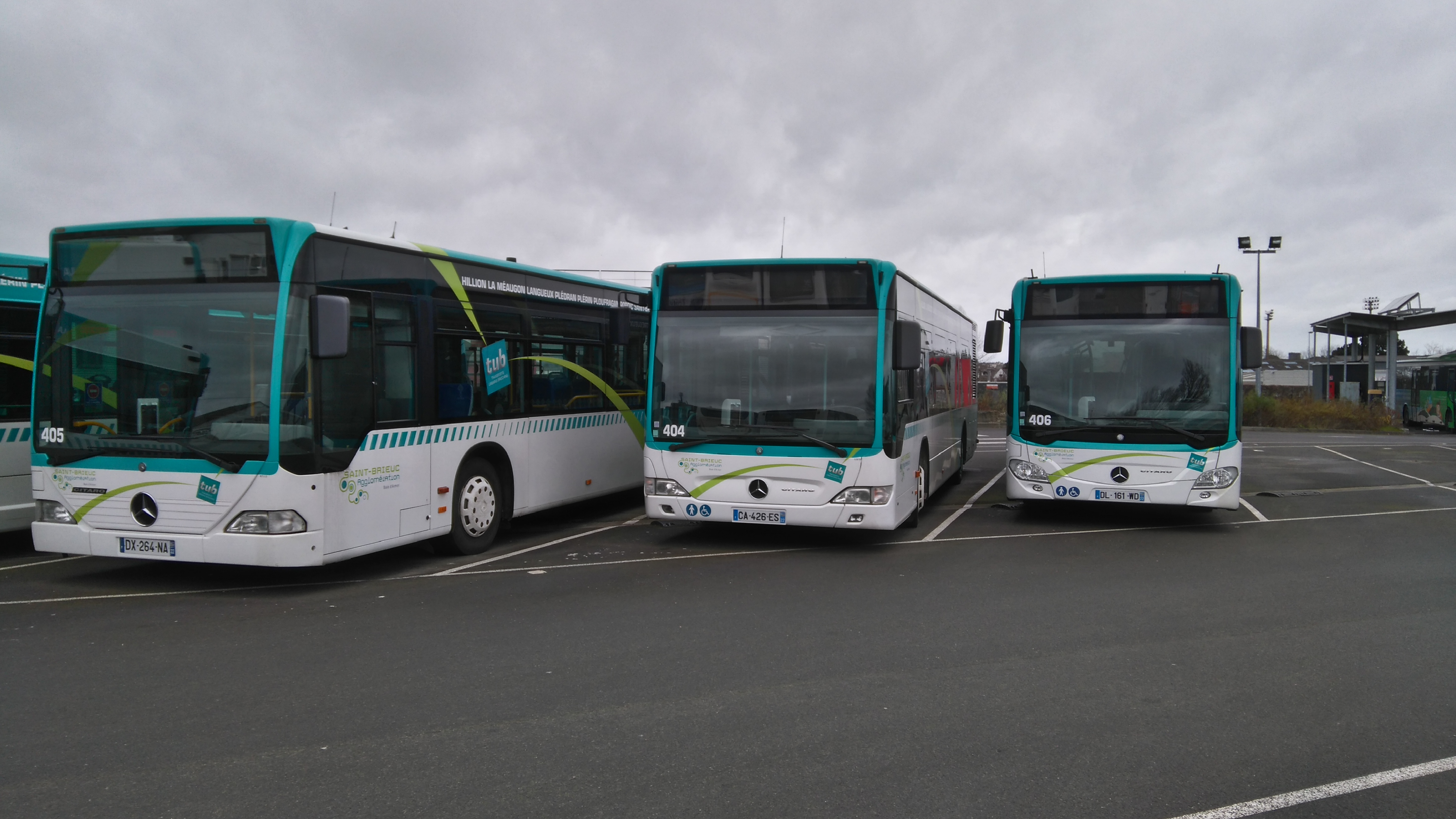
Las tres generaciones del Citaro, desde la primera versión (izquierda) al C2 (derecha).

En el año 2012, se presentó finalmente un diseño renovado. El lateral exterior recibió unos pasos de rueda más estilizados. El frontal cambió su estilo completamente, incluyendo unos faros redondeados de gran eficacia, además del equipo de climatización ubicado en el techo, que quedó oculto por un carenado que parte de la zona alta del frontal, mejorando así la aerodinámica.
Su estructura frontal también sufrió cambios. Unas nuevas vigas extra permiten soportar colisiones frontales considerables contra vehículos más ligeros, sin que el espacio para los pies del conductor sea afectado. Esto alargó la estructura frontal, de tal modo que el modelo de 12 metros, tiene que llevar placas de vehículo largo en ciertos países, ya que la nueva longitud es superior a 12.000 centímetros. También el modelo articulado G es superior a 18.000 centímetros.
La unión de las vigas antivuelco con la estructura del techo, también se ha visto reforzada para aumentar la seguridad ante accidentes de este tipo.
Aún con motores Euro5 y EEV, se puso a la venta junto con el modelo retocado del año 2006. Ambos modelos convivieron en la gama durante algún tiempo, hasta que, con la aparición de la normativa Euro 6, el Citaro C2 se hizo con la totalidad de la producción.
Las nuevas mecánicas Euro 6 son más eficientes y ecológicas. La cilindrada de los motores es algo más reducida, y su impacto sonoro en la ciudad también es menor. Para el pasajero también hay beneficios, ya que el ruido de la mecánica es menor en el interior del habitáculo. También hubo algunas leves mejoras en la suspensión.
El puesto de conducción también se ha visto renovado, y es más completo e integrado, con nuevo cuadro de mandos más envolvente, nuevo volante, que ahora es multifunción, y mejor ergonomía.
Con todo esto, el diseño de la trasera del vehículo también ha sufrido cambios. Las rejillas para refrigeración mecánica se han movido a la izquierda en los modelos de piso bajo. Las luces de freno, posición, reversa, antiniebla e intermitencia traseras se han renovado e incorporado nuevo diseño de las tulipas, siendo ahora el vehículo mucho más visible, incluso en niebla densa, lo que mejora aún más la seguridad en el tráfico.
Estos grupos ópticos traseros también los ha adoptado el nuevo Mercedes-Benz Tourismo, el autocar integral de la marca.
Los modelos K, más cortos, y los LE, de acceso bajo y mecánica más adaptada a un uso interurbano, siguen estando disponibles en la actualidad.

### Carrocerías no estándar
Algunos operadores alemanes como Üstra de Hanover y LVB de Leipzig entregaron algunos Citaros carrozados con un diseño especial de James Irvine para la 2000 World Exposition. Los vehículos de Leipzig se pidieron prestados durante el tiempo de la exhibición, pero regresando subsecuentemente a brindar servicio normal en sus ciudades de origen. Otros Citaros carrozados por Mercedes Benz tienen diseños estándar, así como un pequeño número de carrozados de compañías independientes, como Hess de Suiza, aunque recientemente el citaro se vende como un producto completo.
En 2007 los talleres de Szeged, Hungría, al servicio de la empresa de autobuses urbanos SZKT, convirtió un Citaro común en un trolebús. Hasta enero de 2008, tres autobuses convertidos dan servicios, así como más ejemplares que están en preparación para ser puestos en marcha a futuro.

### Versiones movidas por hidrógeno
También existió una versión de este modelo propulsado por hidrógeno, denominado Citaro Bz o también denominado como O530BZ. El modelo en cuestión se estuvo probando en una gran variedad de ciudades de todo el mundo como por ejemplo Madrid, donde en el año 2003 se puso en funcionamiento dos autobuses de dicho modelo numerados como 9052 y 9053, siendo efectivos para pruebas desde 2003 hasta 2007. Pasado dicho tiempo la empresa que gestiona el servicio, Emt de Madrid, los retiro de la circulación debido a los altos costes de mantenimiento y combustible.

### Versión híbrida
El Mercedes-Benz Citaro G BlueTec híbrido es un autobús articulado equipado con un motor que pesa 450 kg, de 4 cilindros, 4.8 litros, 160 kW, motores diésel Euro 4, con una batería de ion litio de 19,4 kWh, montada en el techo, y 4 motores eléctricos situados en el centro y en los ejes traseros (contrastando con un motor diésel convencional: 6 cilindros, 12 litros, y peso de 1000 kg). La batería también puede ser cargada por frenado regenerativo. El fabricante prevé que el consumo de combustible será del 20 % al 30 % más bajo que el motor diésel convencional que equipan los Citaros hoy en día. Las pruebas de campo en situaciones comunes de transporte público están previstas para 2009.

## Incendios en Londres
La empresa de transportes urbanos de Londres compró durante los años 2003 y 2004 autobuses Mercedes Benz Citaro G. Cuatro autobuses de los mencionados se incendiaron, incluso una unidad se incendió en su viaje de entrega. Los autobuses fueron retirados, al mismo tiempo que volvían a prestar servicio los recién retirados Routemaster. Debido a estos incendios, los londinenses los llamaron carros de fuego.

## Autobuses Citaro en Latinoamérica
En Latinoamérica, los autobuses Citaro no se encuentran presentes en grandes cantidades en el transporte público prefiriendo a carroceros locales para adquirir estos mismos a bajo coste, aunque también en algunos países se han efectuado pruebas con estos mismos. Solo México posee 14 autobuses Citaro, destinados para el sistema de transporte interno de la UNAM, bajo el nombre de Pumabús; y un Citaro G para pruebas en la línea 4 del Metrobús.
Se rumorea que algunas empresas tienen planes para adquirir autobuses de este modelo en México
A fines de septiembre de 2017, la empresa Metbus (uno de los operadores del transporte público en Santiago de Chile) puso a prueba un Citaro O530 C2 en el recorrido 501, siendo retirada de circulación por ya haber cumplido el periodo de prueba. Sin embargo, en la feria Transurbano 2019 estuvo presente otro Citaro C2, como unidad de muestra para el nuevo sistema de transporte de Santiago, Red Metropolitana de Movilidad. Una unidad de la empresa STP opera en forma permanente en el recorrido 104 de la ciudad desde 2020.

## Galería

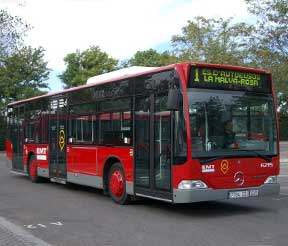
Citaro O-530, prestando servicio para la línea 1 de EMT Valencia
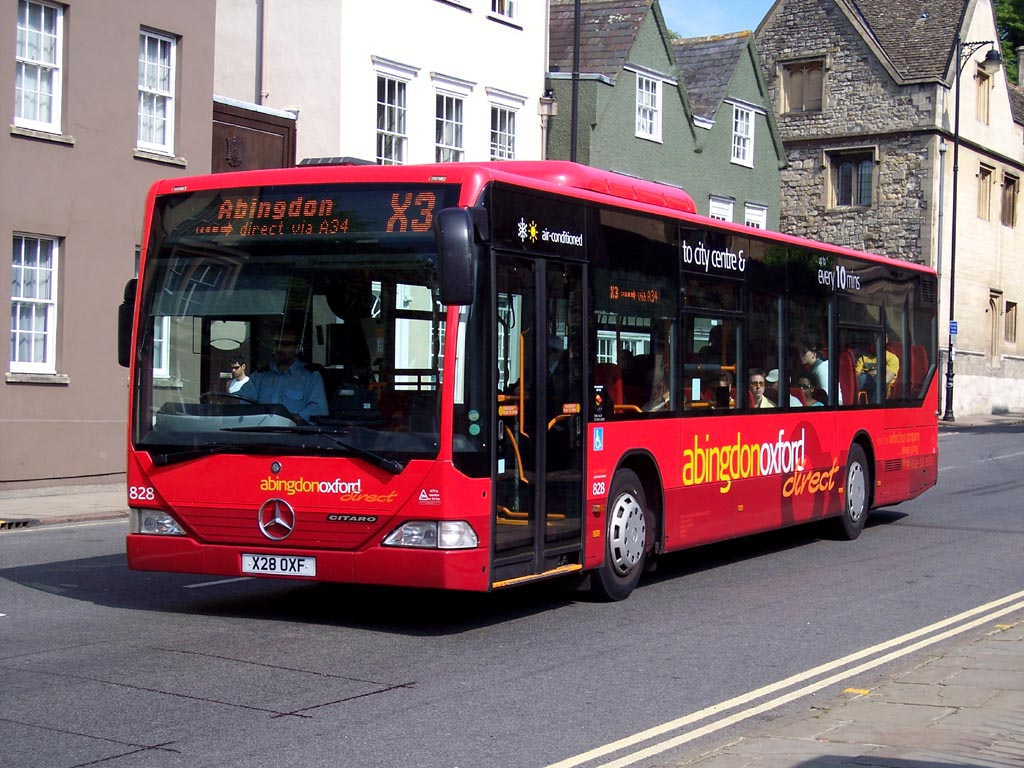
Citaro (versión de conducción derecha) en Oxford, Inglaterra.
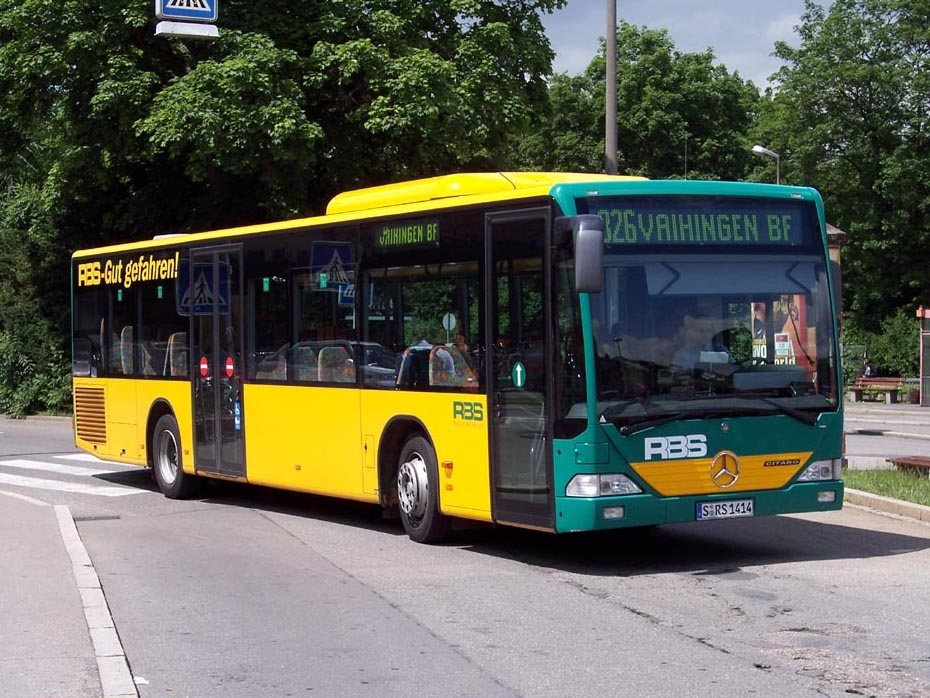
Citaro Ü en Tübingen, Alemania.
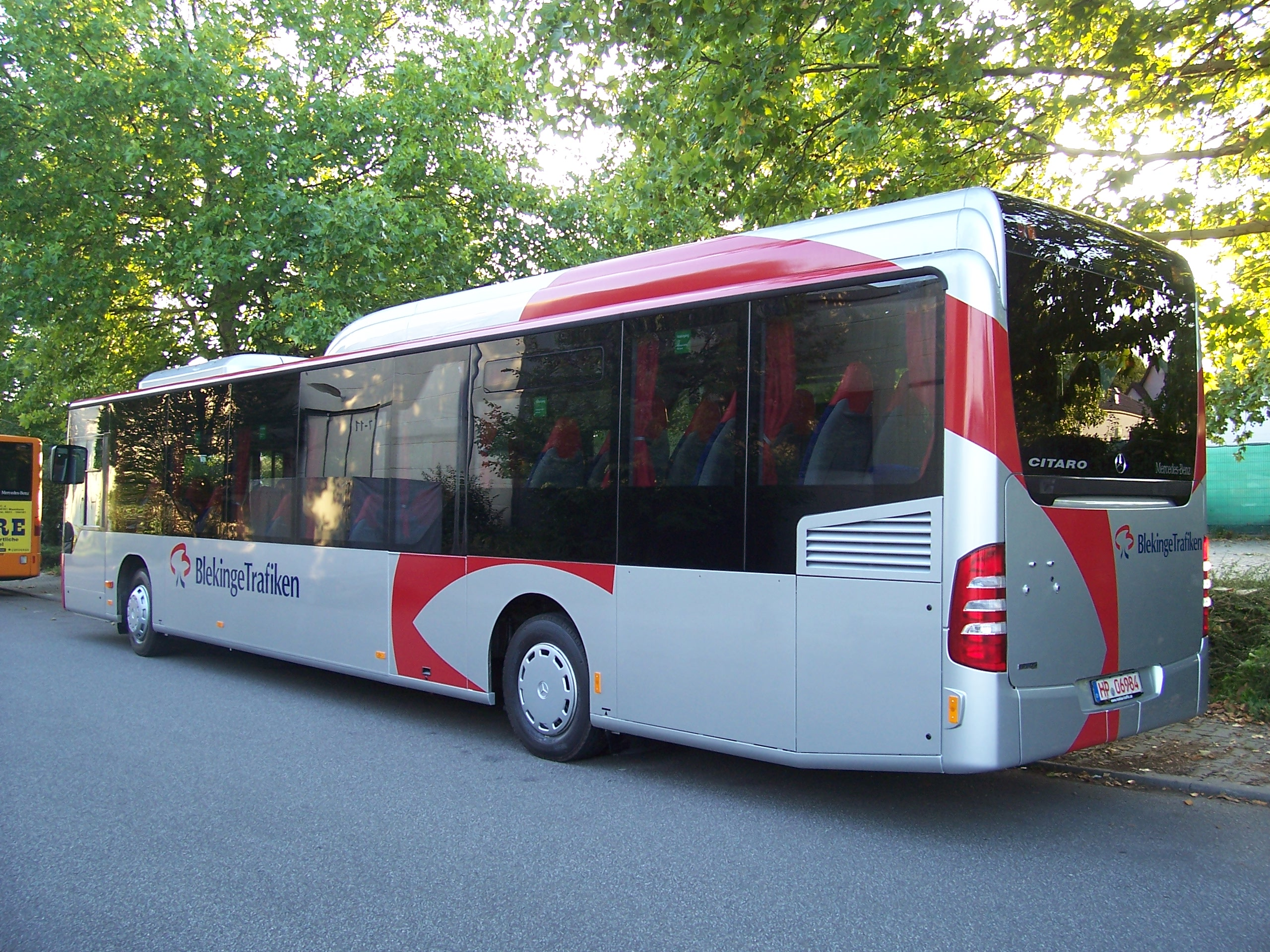
Citaro LE MÜ en Karlskrona, Suecia.
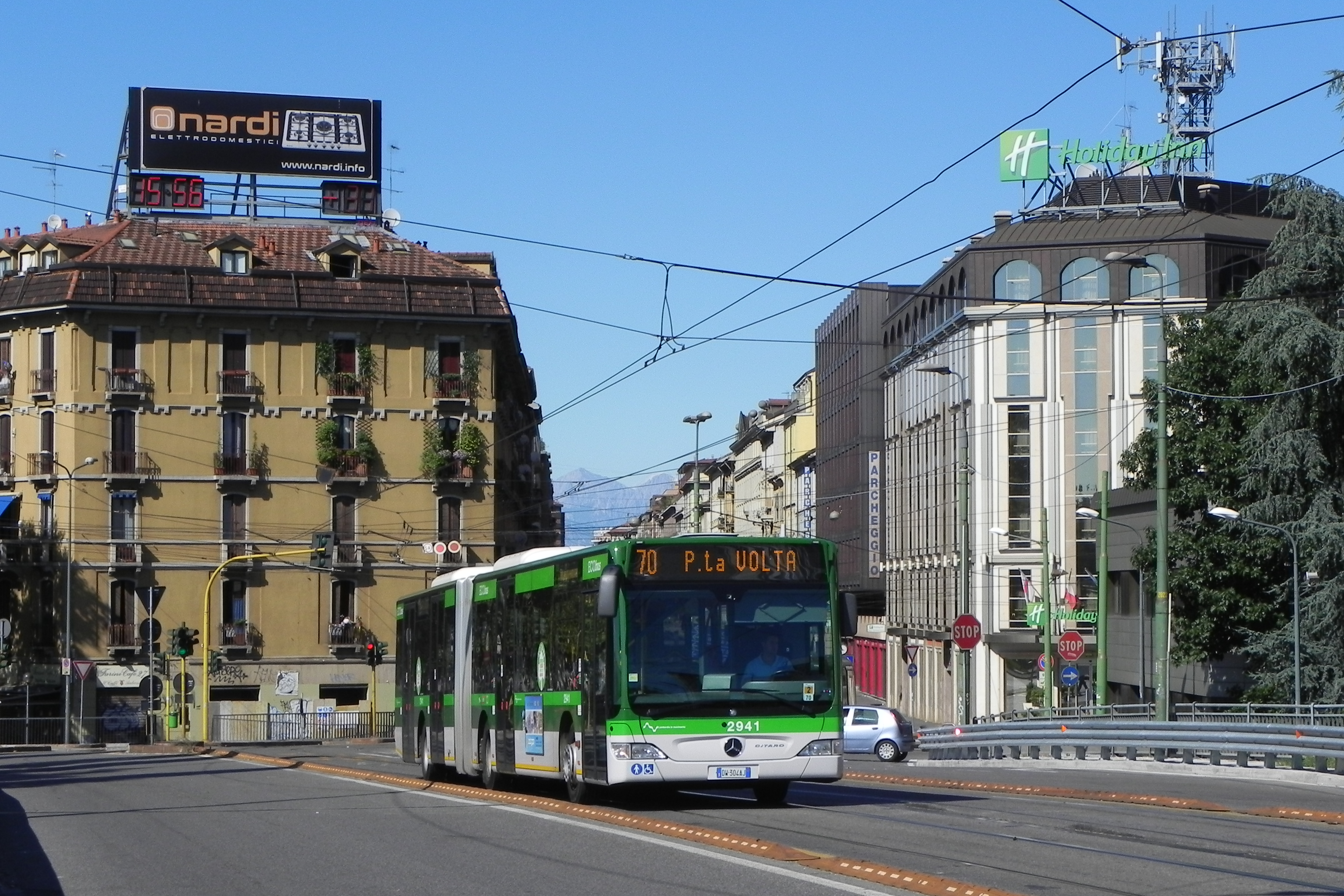
Citaro en Milán, Italia
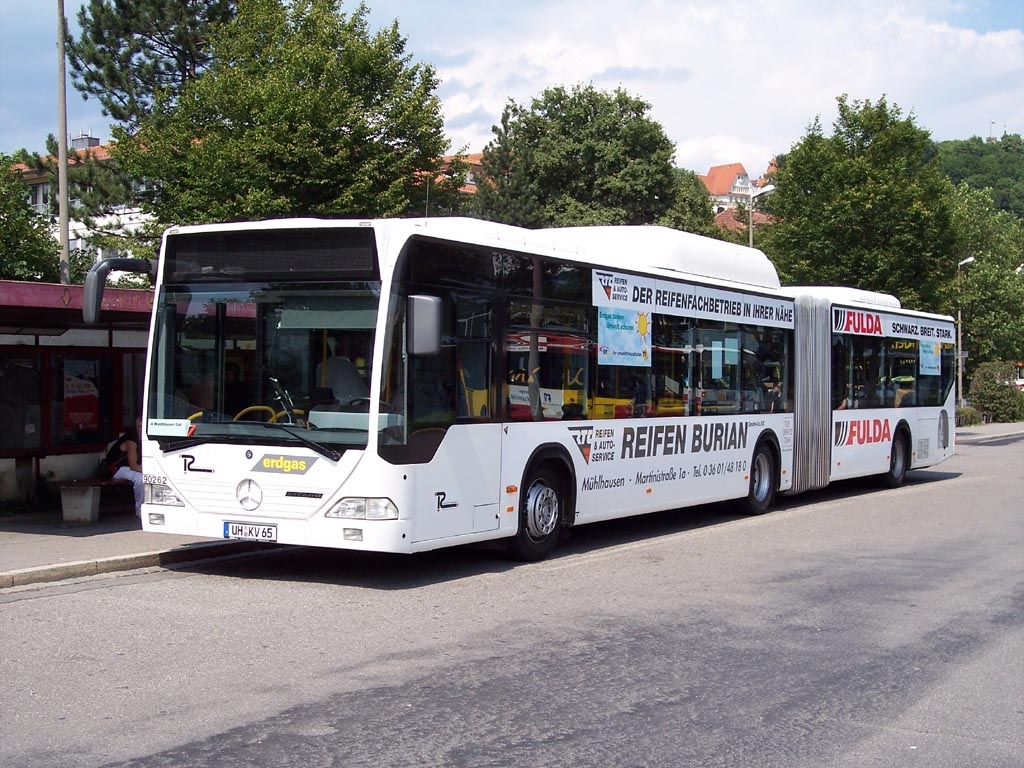
Citaro G CNG en Tübingen, Alemania.
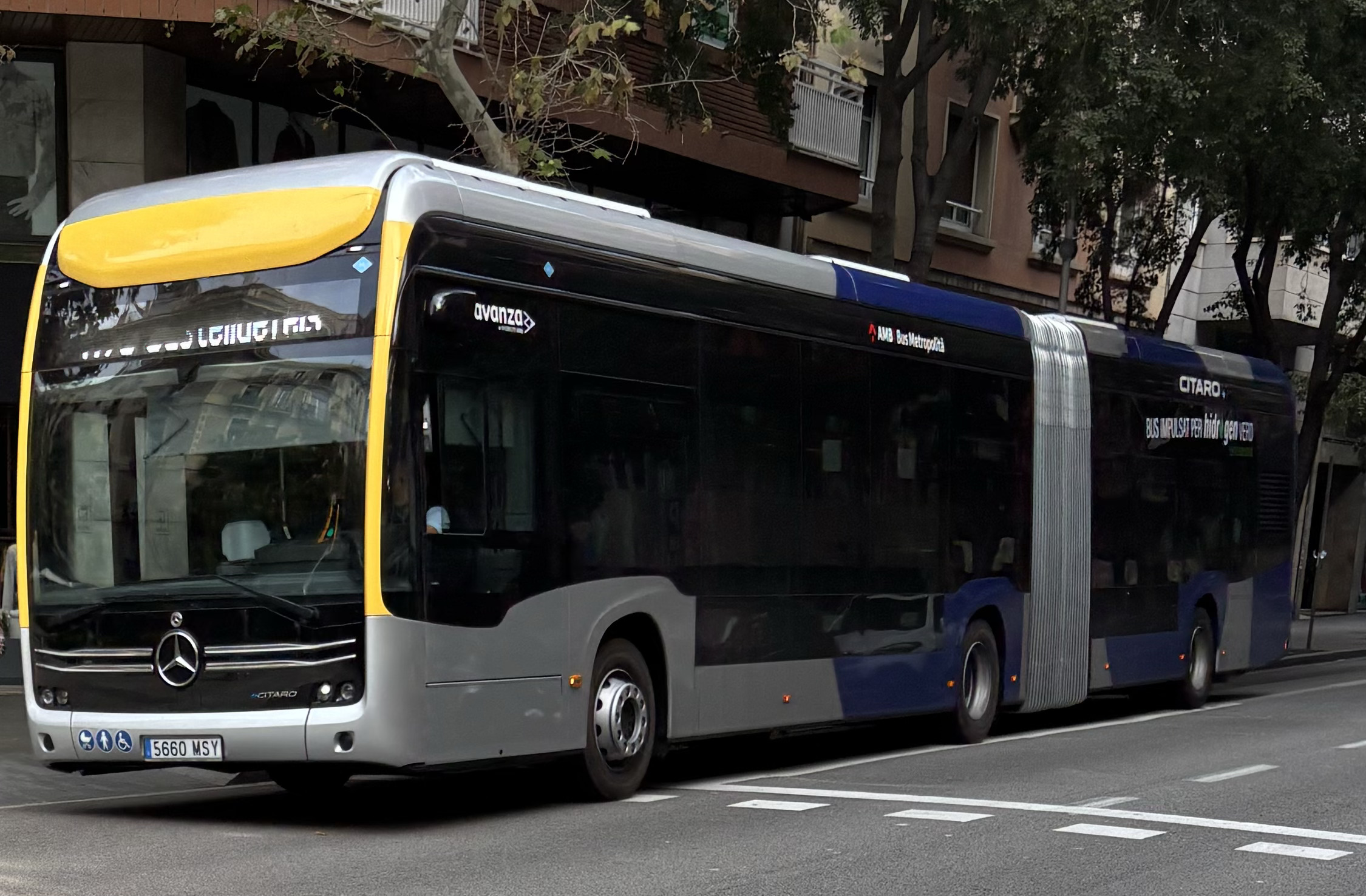
eCitaro impulsado al 100% por hidrogeno, utilizado por la red de autobuses de Barcelona.
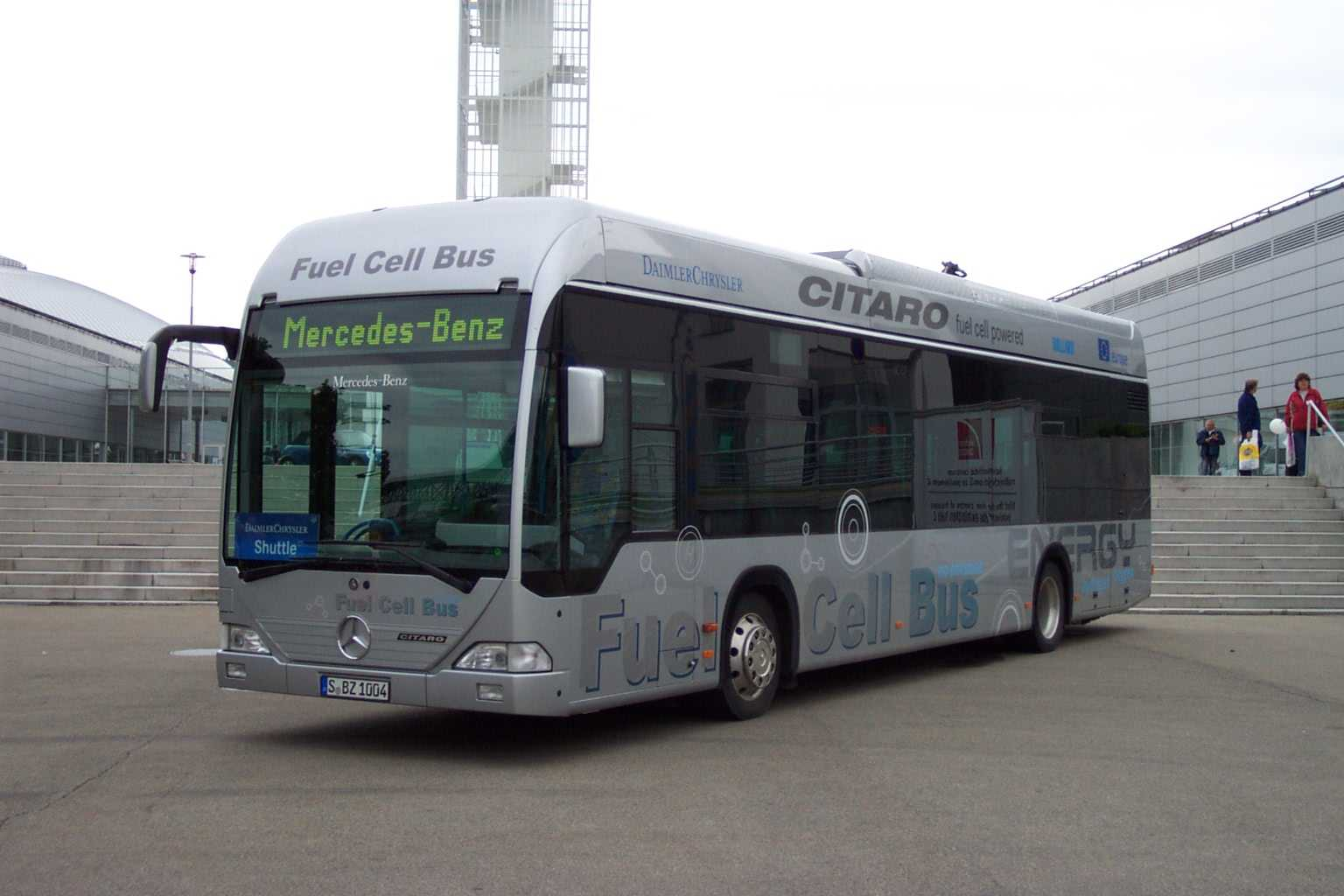
Citaro BZ (propulsado por pila de combustible).
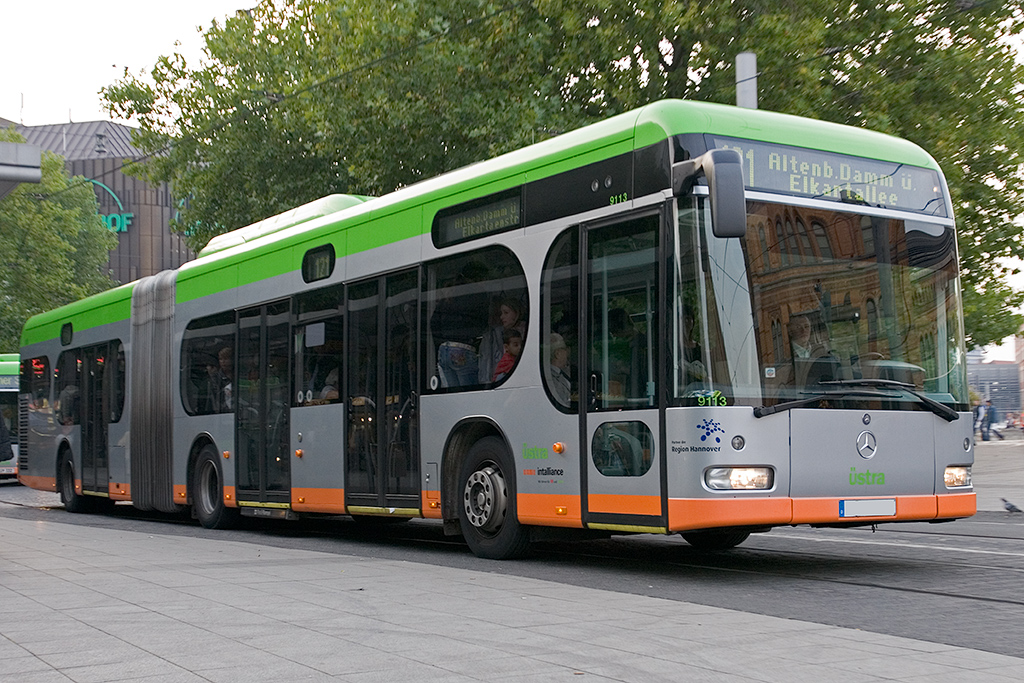
Irvine-designed Citaro G en Hanover, Alemania.
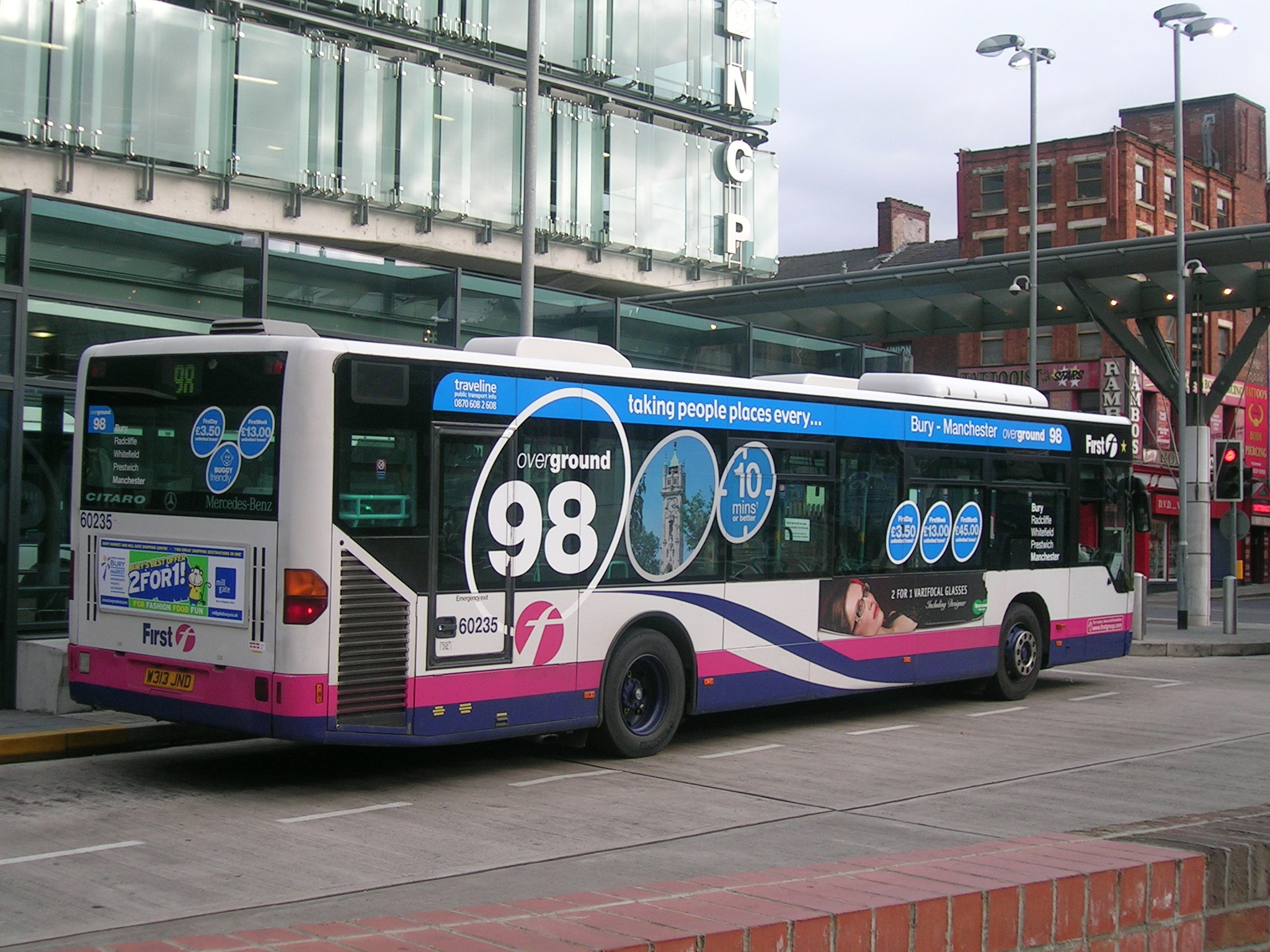
Vista trasera de un Citaro primera generación en First Manchester, mostrando la diferencia de la parrilla.
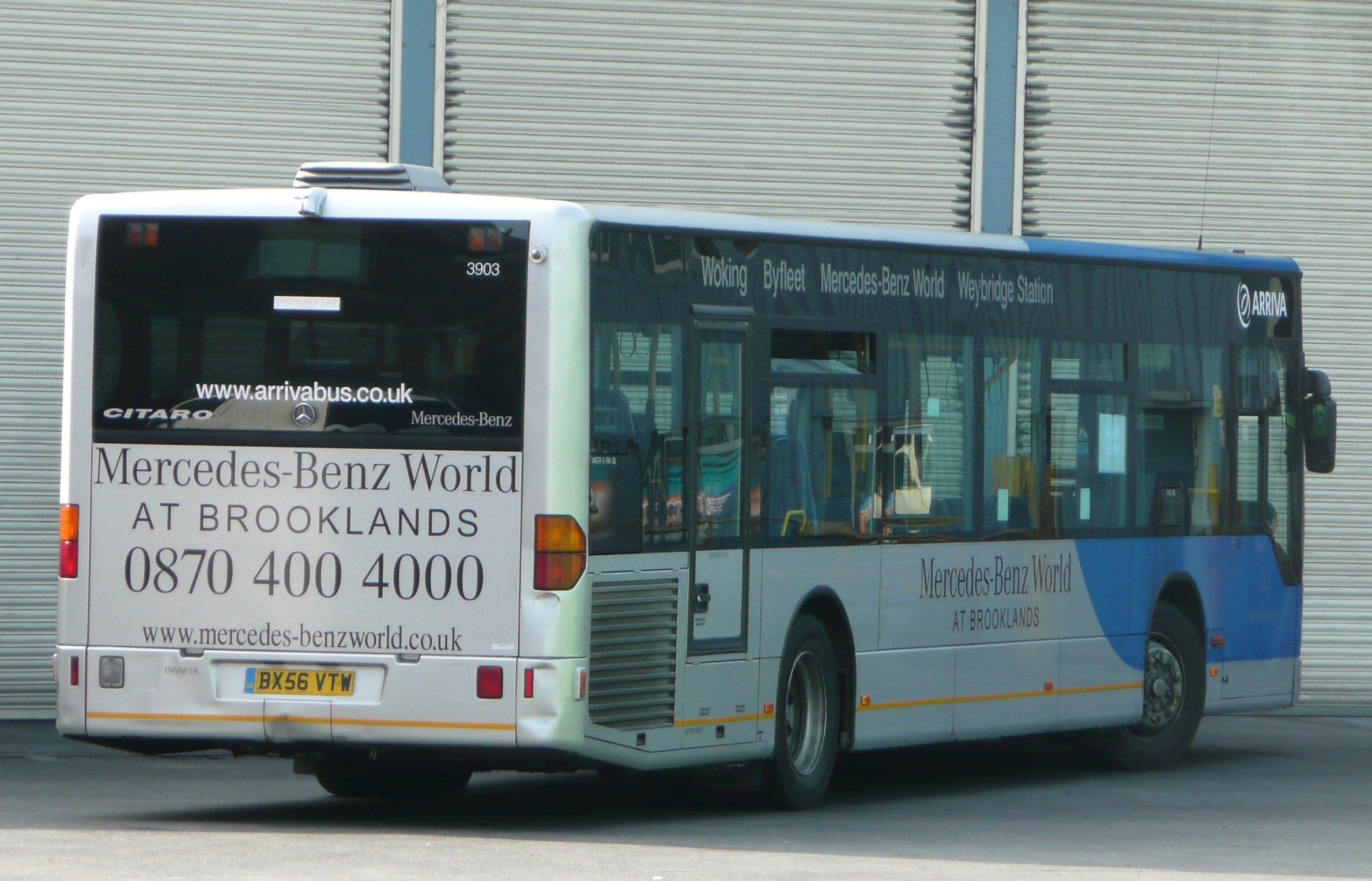
Vista trasera de un Citaro modelo 2006.
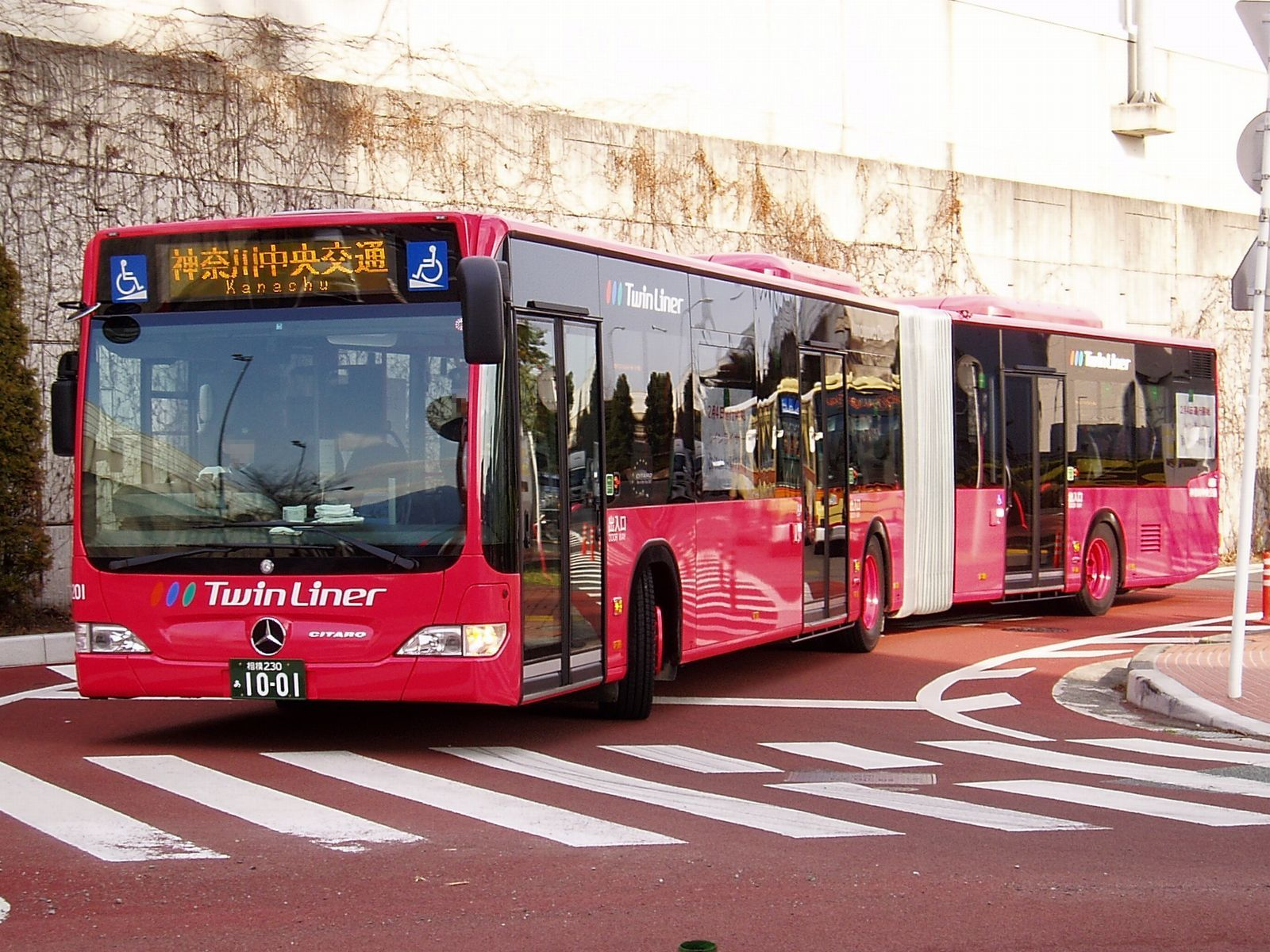
Citaro G (versión de conducción derecha rediseñada), en Atsugi, Japón.
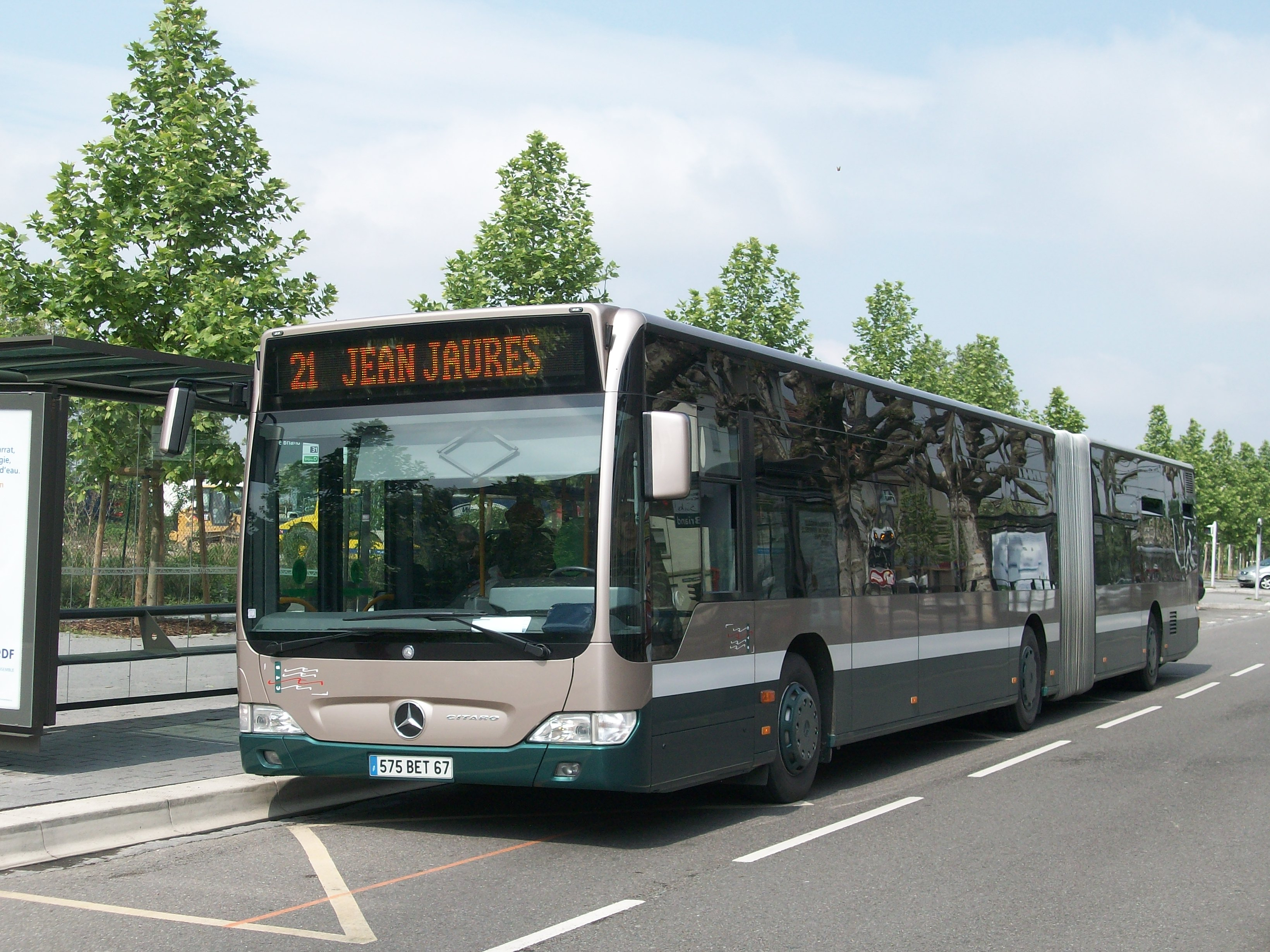
Citaro G Estrasburgo, Francia
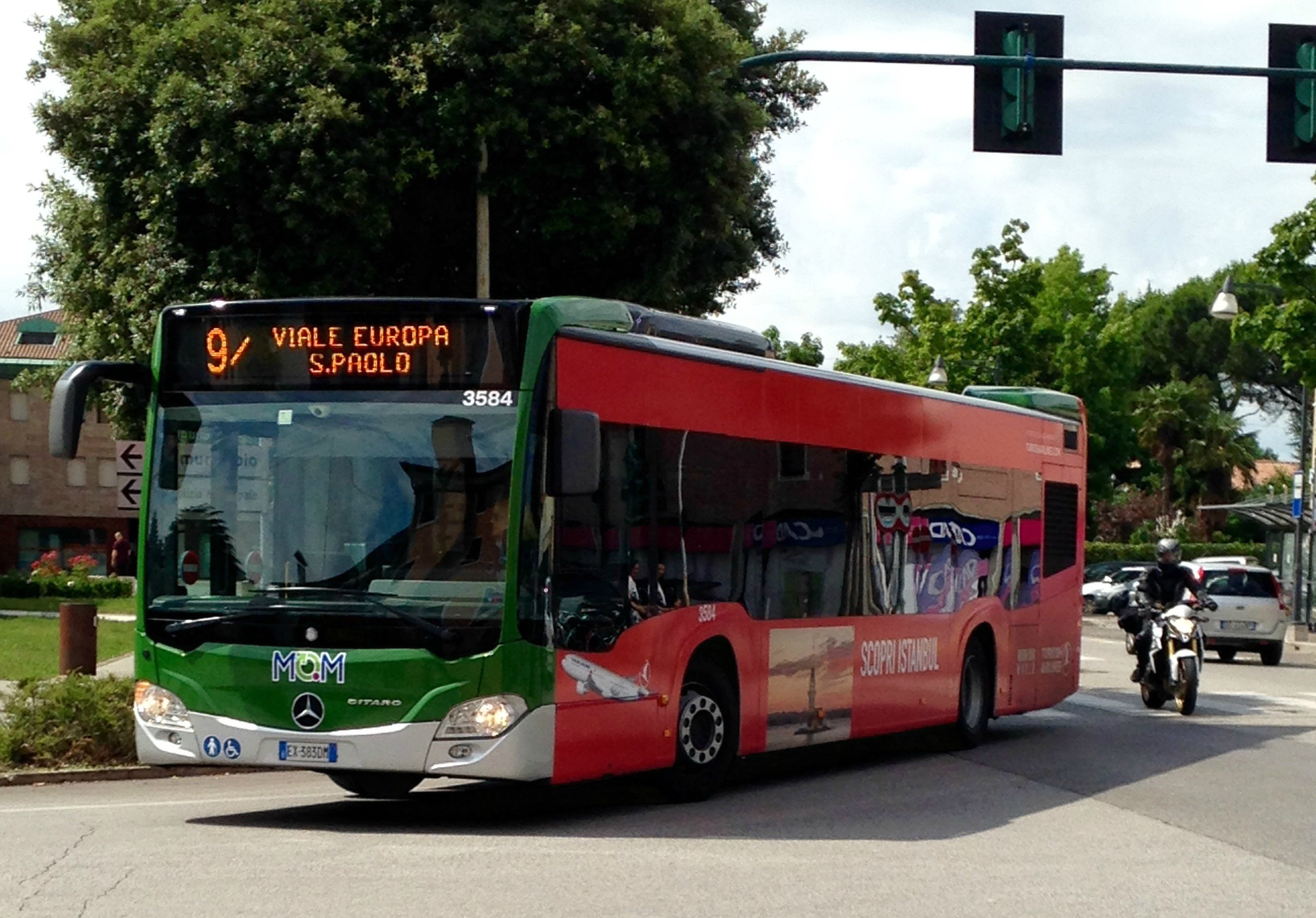
Citaro O530BZ Ecológico en uso en Treviso, Venecia, Italia
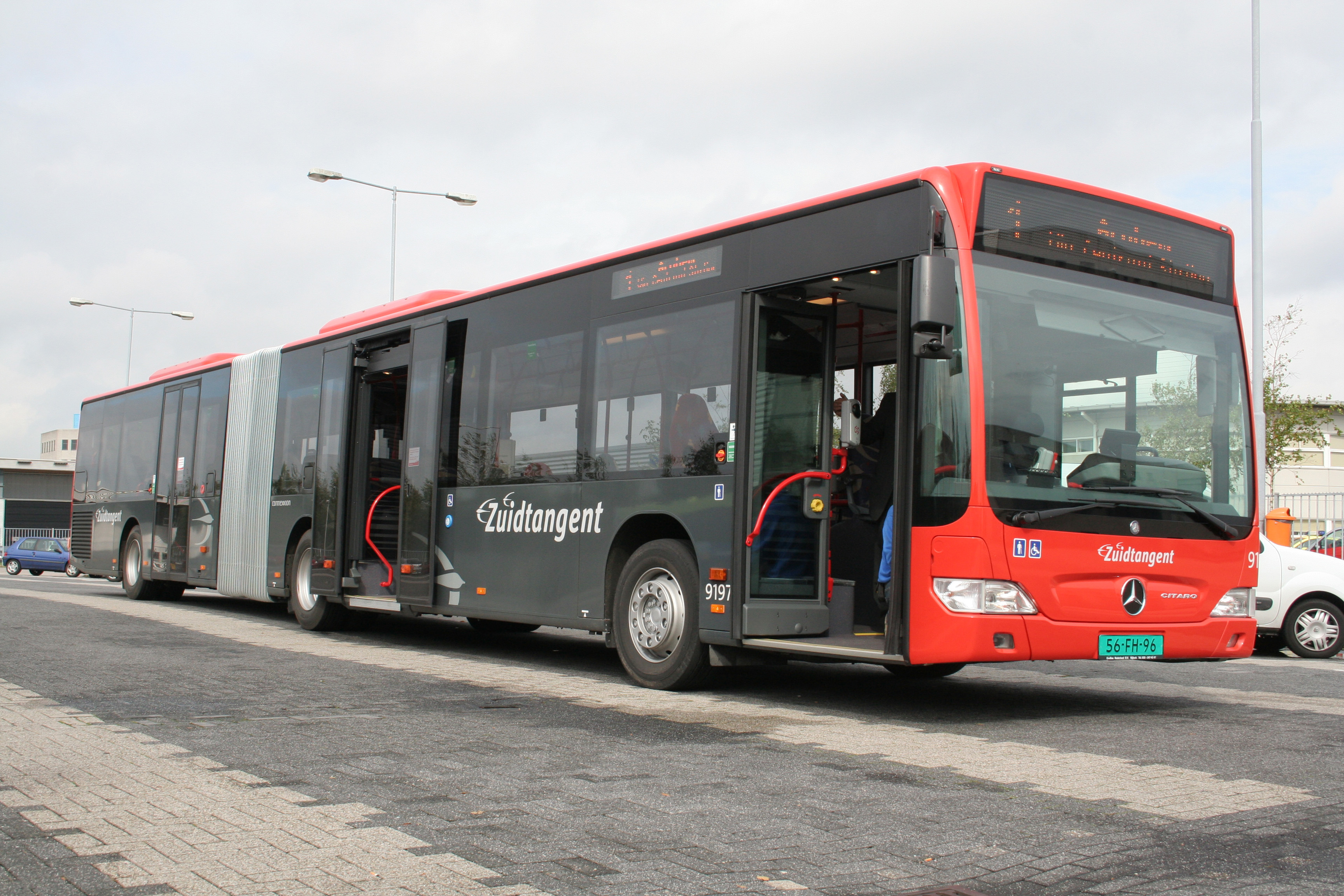
Citaro G (rediseñado con Euro4), para Zuidtangent y su uso en un sistema BRT, Países bajos.
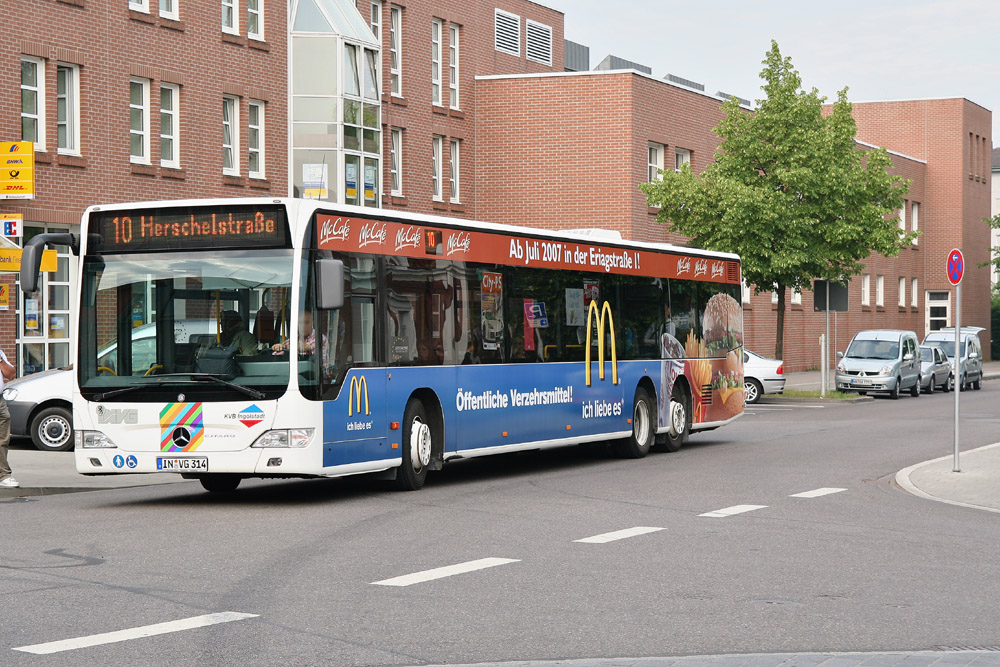
Citaro L (rediseñado) en Ingolstadt, Alemania.
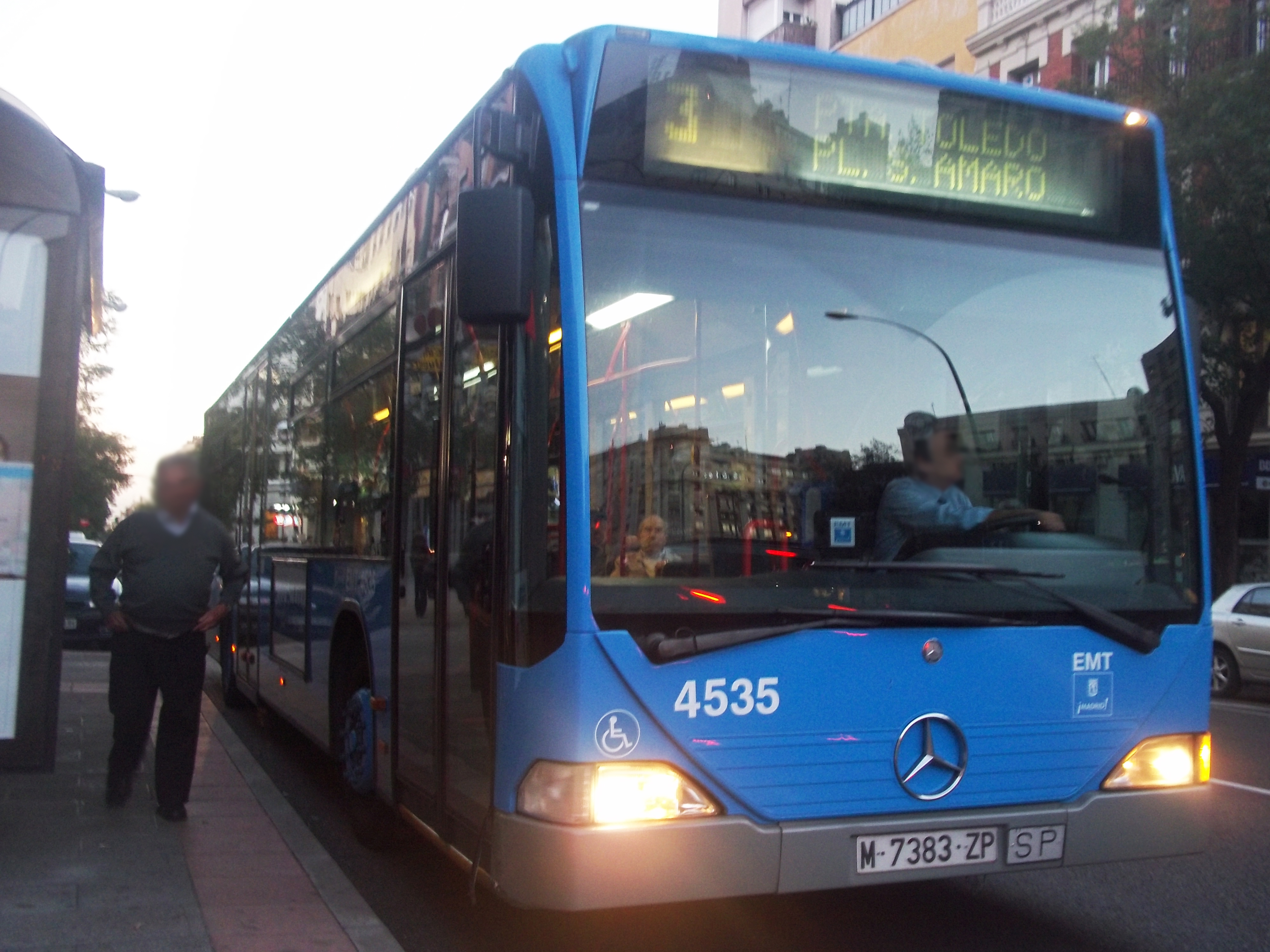
Un ejemplar de la línea 3 de EMT Madrid
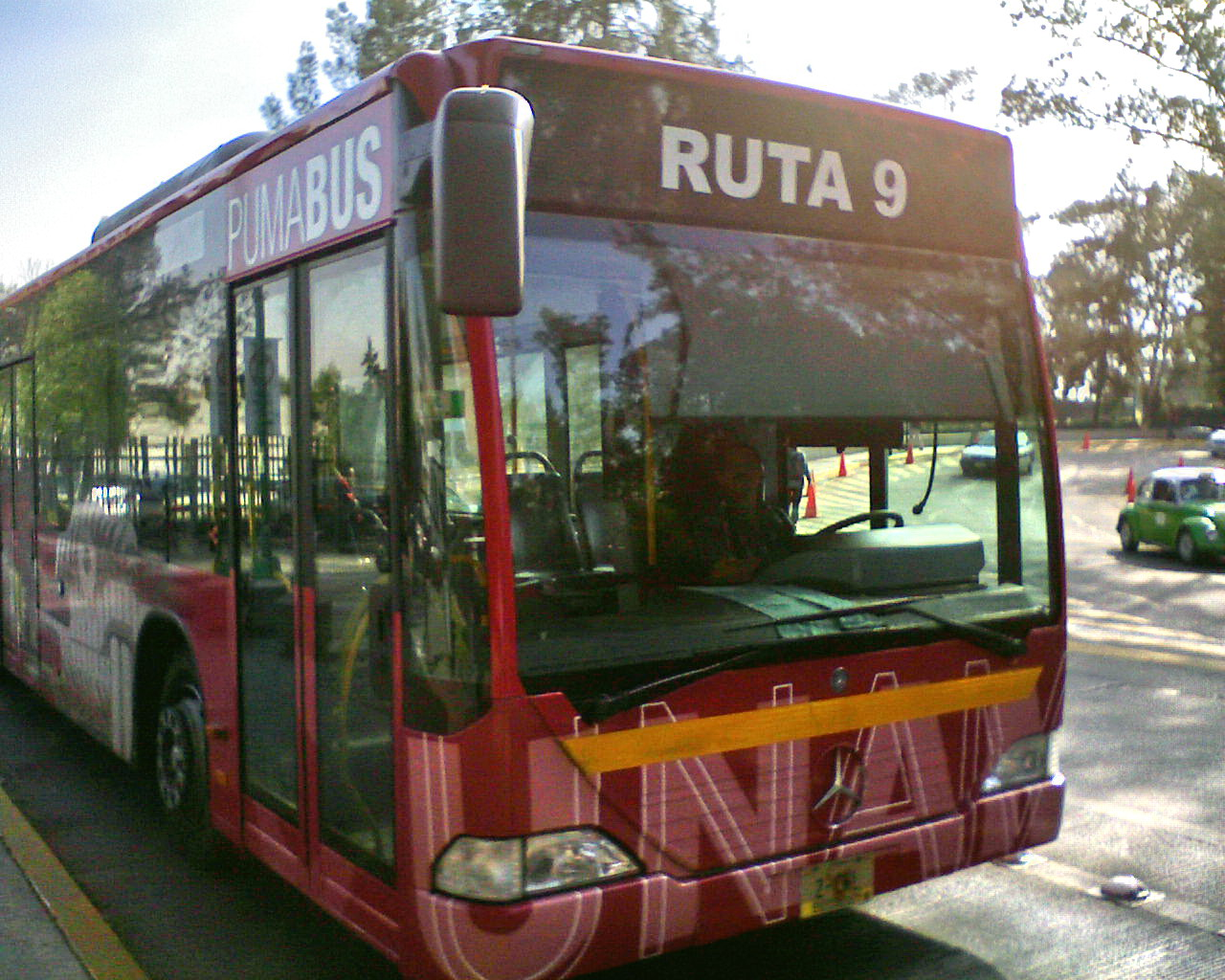
Un Citaro O-530 operando en la ruta 9 del Pumabús, México
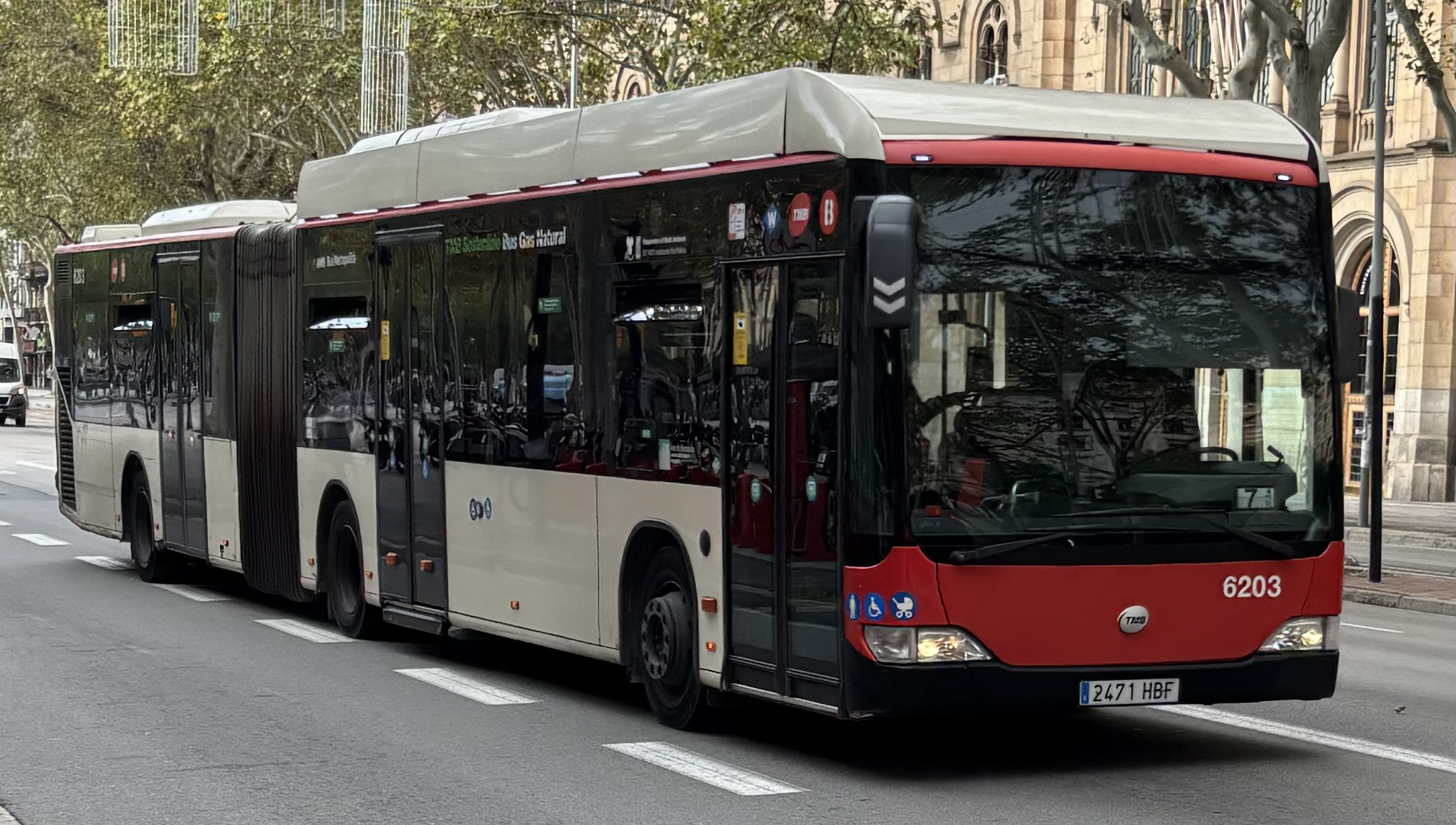
Citaro G GNC de los Transportes Metropolitanos de Barcelona en la línea V19.
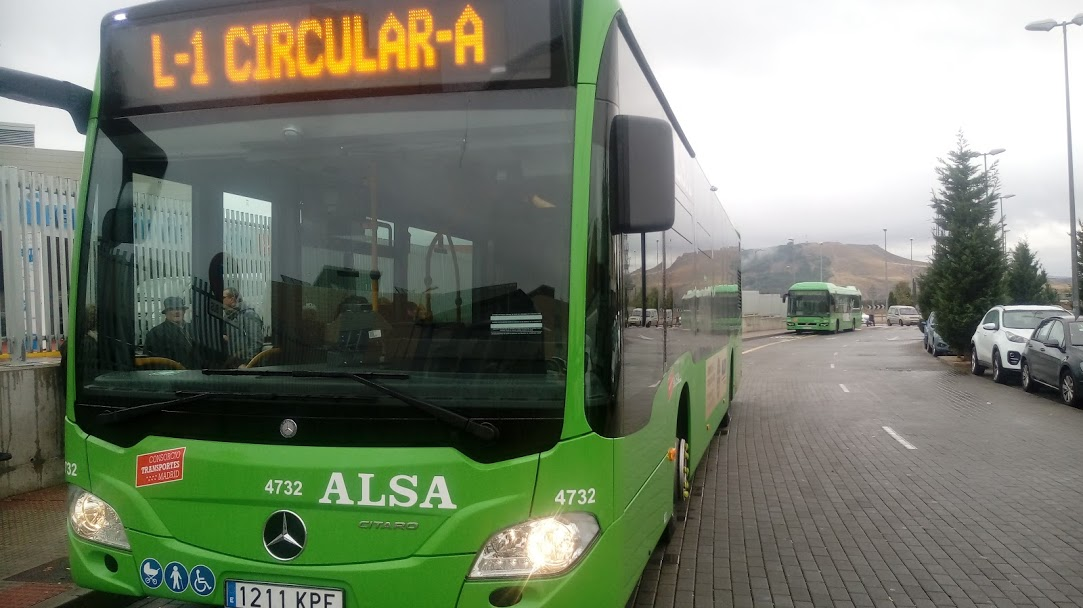
Nuevo Citaro prestando servicio para la línea 1 circular de ALSA Torrejón de Ardoz. Al fondo se aprecia un Volvo 7700 fuera de servicio.
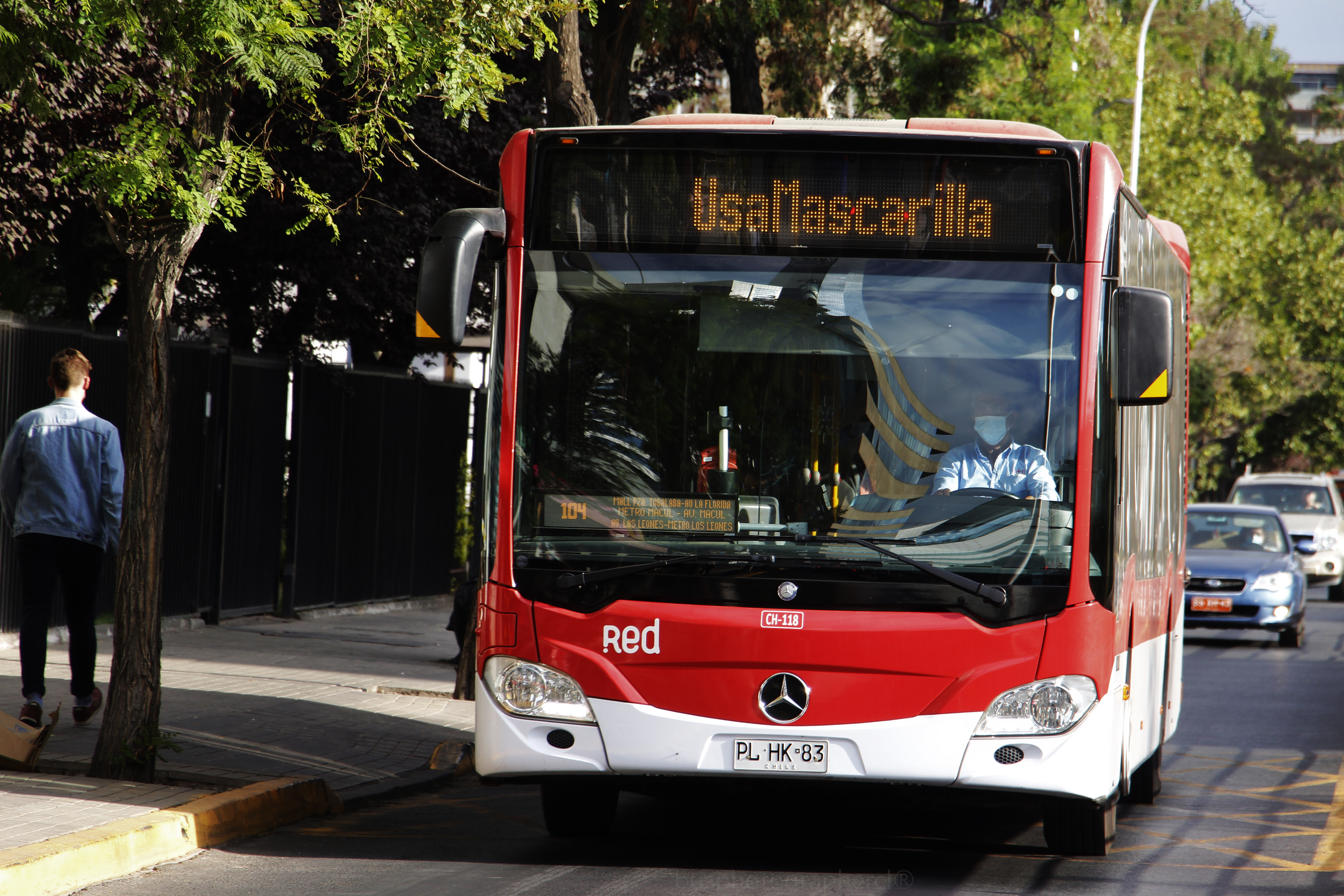
Citaro operando para la linea 104 de Red Metropolitana de Movilidad en Santiago, Chile
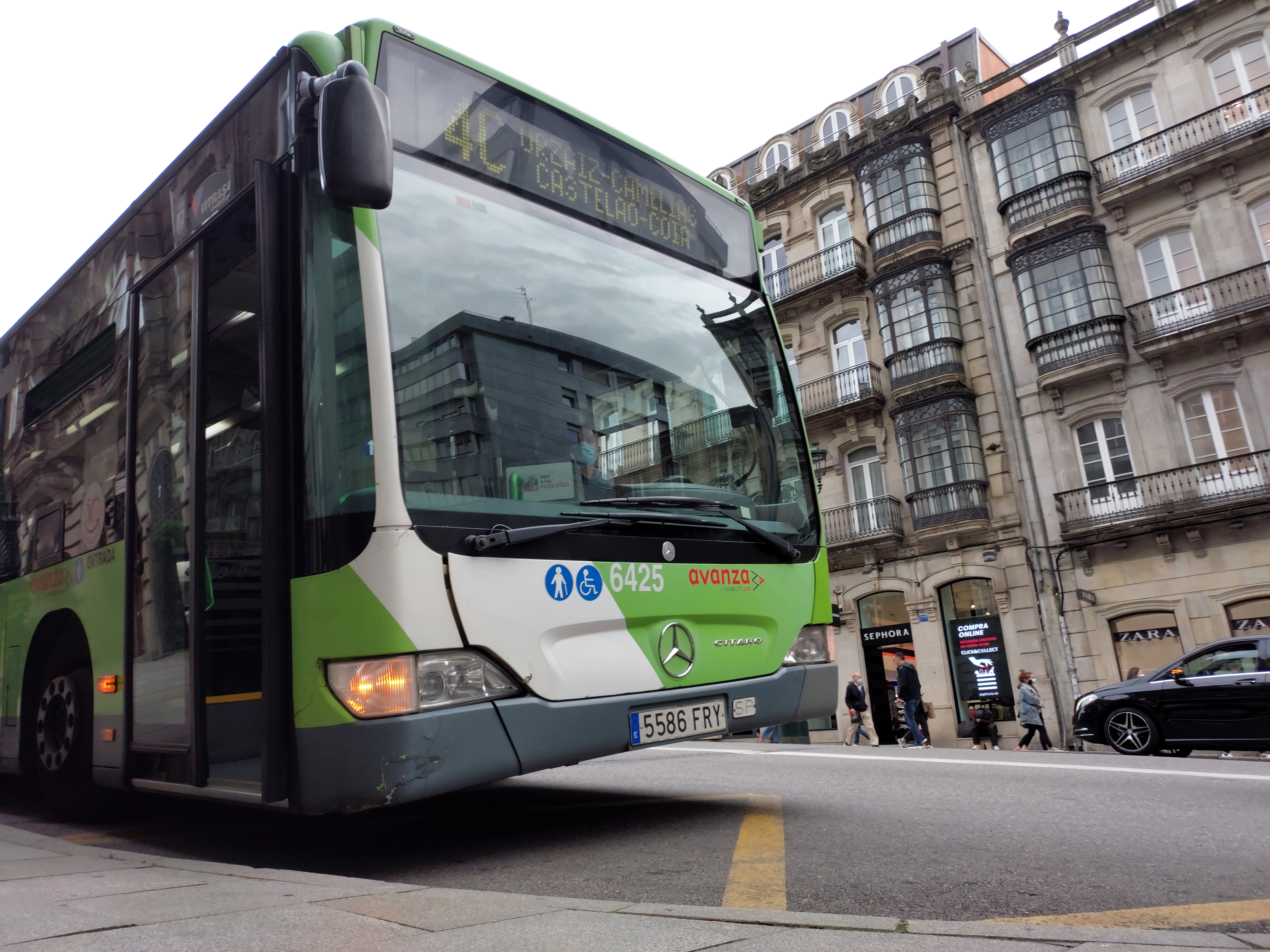
Un Citaro rediseñado, más conocido como Facelift, con la calca 6425, prestando servicio en la línea 4C de Vitrasa en Vigo, España.
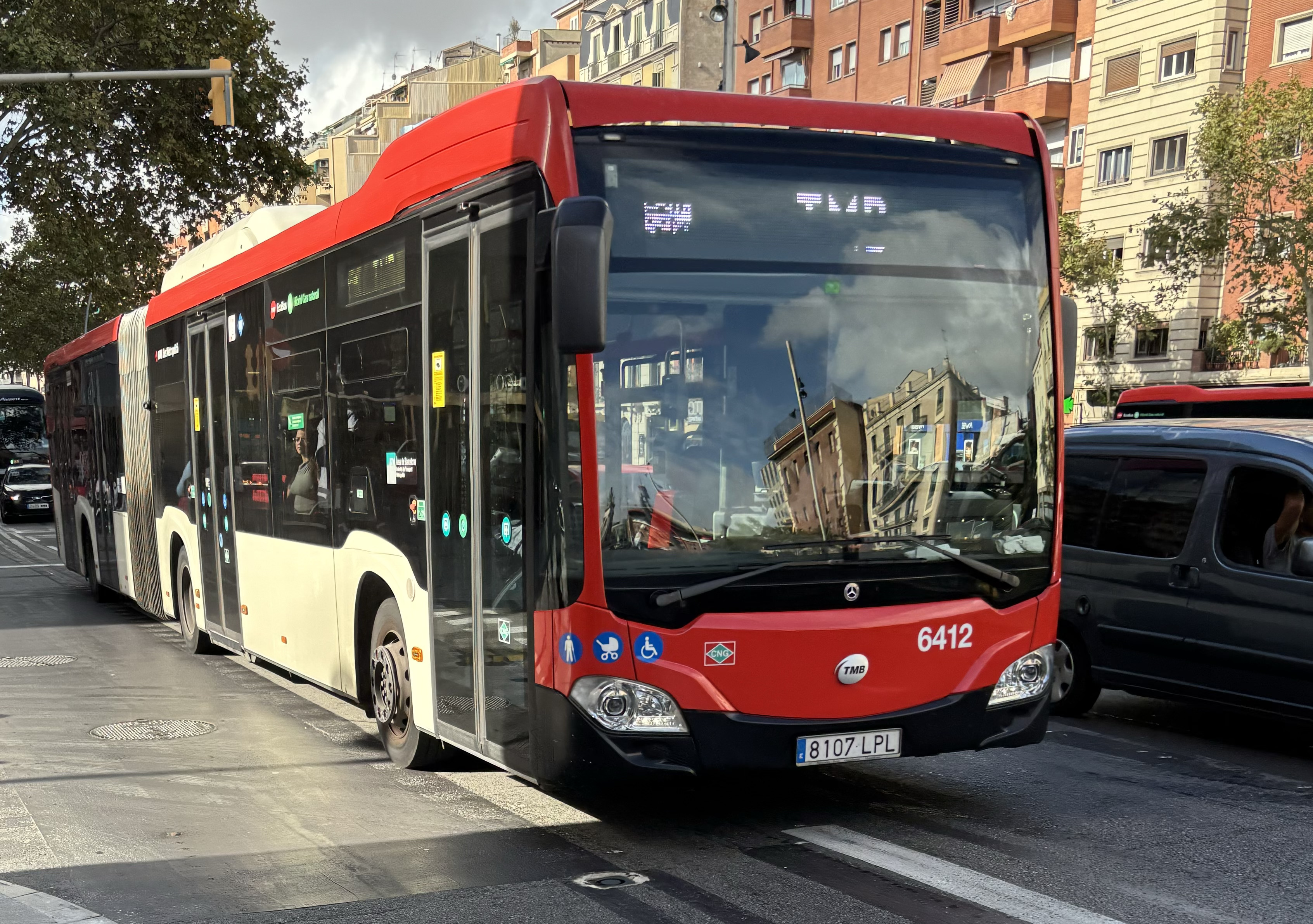
Un Citaro C2 G de TMB fuera de servicio.
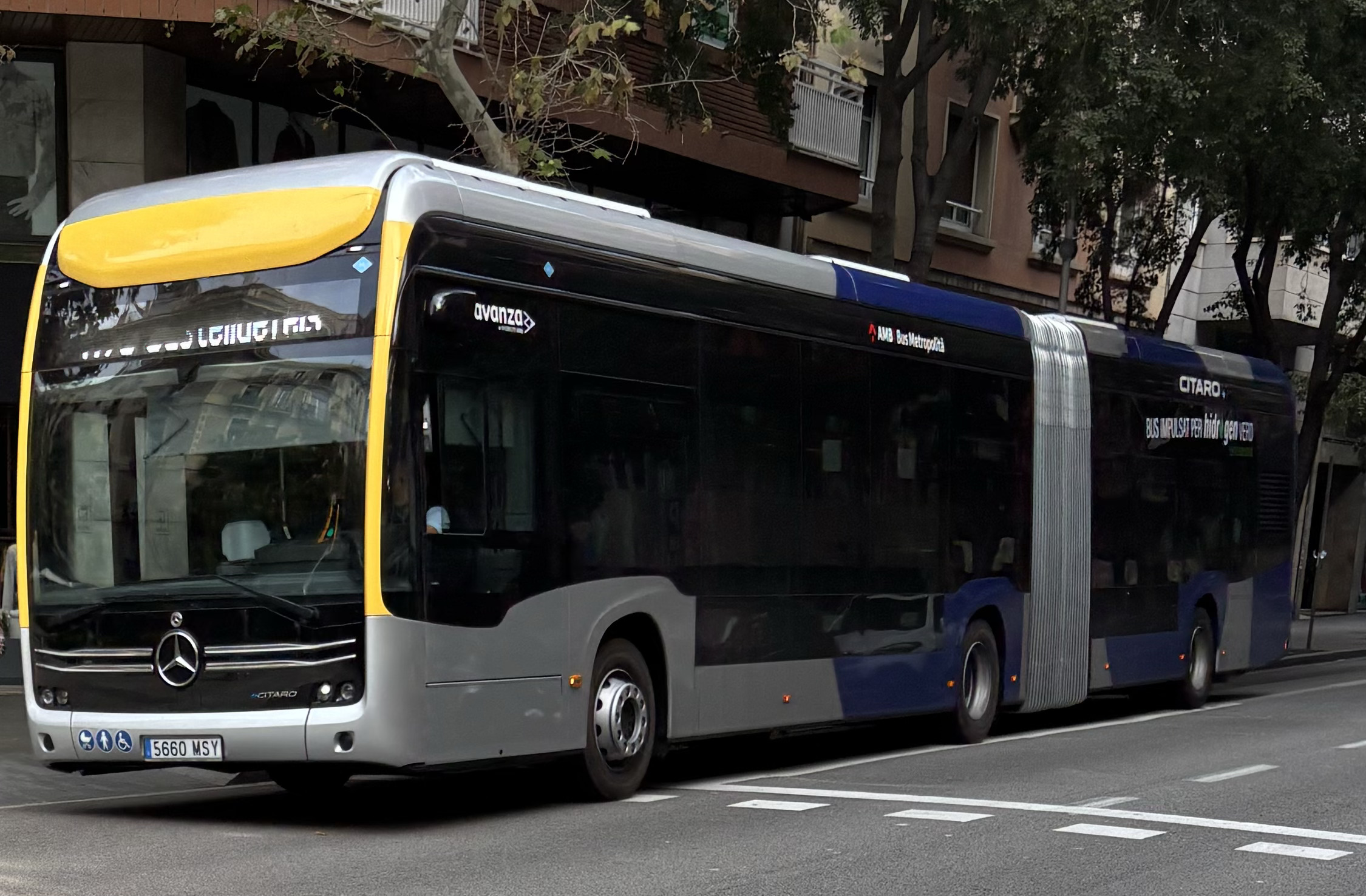
Autobús eCitaro 2024

### Hidrógeno
- Official website of the Fuel Cell Bus Club
- Official website of Icelandic New Energy with information including details of ECTOS
- Section of the Western Australia Department of Planning and Infrastructure's website with details of the Perth Citaro BZ trial

- Datos: Q114626
- Multimedia: Mercedes-Benz Citaro / Q114626